# ズッコケ三人組
ズッコケ三人組（ズッコケさんにんぐみ）は、那須正幹原作の児童文学シリーズ。及びその主人公である3人の渾名（トリオ名）。

## 概要
中国地方にある町である稲穂県ミドリ市花山町（モデルは広島県広島市。#舞台のモデルを参照 ）を舞台に、ハチベエ（八谷良平）・ハカセ（山中正太郎）・モーちゃん（奥田三吉）の3人の小学6年生を中心に物語が展開され、様々なテーマで描かれている。何度もテレビアニメ化やテレビドラマ化がされているほか、映画化やOVA化もされている。
元々は『ずっこけ三銃士』の題名で『6年の学習』（学習研究社）の1976年4月号から1977年3月号に連載されていた。この時の最終回『さよなら三銃士』で3人組は小学校の卒業式を迎えているが、後にこの作品が現行の題名に改められてシリーズ化されたため『さよなら三銃士』は単行本に収録されず、幻のエピソードとなった。後に『さよなら三銃士』は石井直人・宮川健郎編『ズッコケ三人組の大研究II』（ポプラ社、2000年）に参考資料として収録された。
那須は、処女作で学研児童文学賞を受賞した『首なし地ぞうの宝』（1972年）で、すでに小学生三人組を主人公としている。1978年に刊行が開始されたこのシリーズが、那須の代表作かつライフワークとなっていく。
絵は第1作から第25作までは、漫画家の前川かずおが担当したが、1992年7月に前川が白血病で倒れたため、第26作『ズッコケ三人組対怪盗X』以降は高橋信也が挿絵を担当した。第26作以降の表紙には「前川かずお・原画、高橋信也・作画」と記載されている。
三人組のモデルとなった人物は、ハチベエが吉本直志郎、ハカセは作者自身、モーちゃんは広島で本屋をやっている同級生だと作者は語っている。
2004年12月、シリーズ最終巻となる50冊目『ズッコケ三人組の卒業式』が発行され、本編は完結した。シリーズを終えた理由として、「私の作品と、現在の子供たちとの間に溝を感じたから」と那須は述べている。
文化祭や修学旅行、運動会など学校行事をテーマにした作品もあれば、タイムトラベル、ポルターガイスト現象、宇宙人との遭遇などの非現実的な題材もある。
一話完結が原則であり、どの巻からでも読めるが、怪盗Xシリーズ（『ズッコケ三人組対怪盗X』『ズッコケ怪盗Xの再挑戦』『ズッコケ怪盗X最後の戦い』、下記参照）を初めリンクしている部分も多数ある。しかし、毎回出版年における社会情勢や学校制度の変化などを反映しているため、時代背景に矛盾が多々ある。夏休みや修学旅行・運動会のエピソードが複数回あったり、同じ年度の出来事としては矛盾が生じることもある。
年代設定も巻ごとにスライドしており、初期の『ズッコケ財宝調査隊』（1984年）で、モーちゃんの母親の時子（42歳）が昭和17年（1942年）生まれであることから刊行と同じ1984年前後と分かるが、だいぶ後の『ズッコケ脅威の大震災』（1998年）の本文では「三年前の阪神・淡路大震災」という記述があり、こちらも刊行と同じ1998年の話と分かる。
これについて（厳密には「ハチベエたちはなぜ年をとらないのか？」という質問を受けて）作者は「物語には、主人公が年をとっていく作品と、そうでないのがある」と『銭形平次捕物控』（全383編すべてで31歳）と『次郎物語』（第1部から5部までの間に幼児から青年になる）を対比させて、『銭形平次』式でいくことを『とびだせズッコケ事件記者』のあとがきで書いている。なお最終巻では「夏休みが何回もあった気がする」「20年は小学生だった」とネタにした台詞がみられた。
2005年12月、40歳になったズッコケ三人組が主人公の番外編『ズッコケ中年三人組』が発行された。なお上述のシリーズ完結理由のため、同作は児童書ではなく一般書としての販売とされており、語られている内容も（時を置かずしてシリーズ移行購読した読者のために、いくぶん噛み砕かれてはいるものの）児童書に適したものではなくなっている場合がある。ただし、その分『ズッコケ三人組』よりも幅広いテーマを扱う事に成功したため、ズッコケ三人組のリアルタイム購読世代を中心に売れ行きが予想以上に良く好評を博した。結果として同作もシリーズ化が決定し、1年間に1冊のペースで毎年12月に刊行されている。なお作品で扱うテーマについては、作中でハカセが調べた内容をかいつまんで説明するなどして、作中で判りやすく解説しており、新たな知識が得られる面白さもある。ただし前述の通り、このシリーズは一般書であるため本来の『ズッコケ三人組』シリーズの購読層である年少者が読む場合は内容の読み取りに関して親による注意注釈が望ましいとされる場合がある。詳細については同作の項目を参照のこと。
2015年12月にズッコケ中年三人組シリーズの完結編として『ズッコケ熟年三人組』が上梓され、同シリーズを含めた上での「ズッコケ三人組シリーズ」の完全完結が、同作の後書きでアナウンスされた。2021年7月時点で累計発行部数は2500万部を突破している。
2009年4月11日、JR山陽本線・西広島駅前に三人組の石像が建立され、作者やファンクラブ会長を招いての除幕式が執り行われた。また、モデルとなった場所には作品中の描写と那須のコメントを記したプレートが設置されている。なお、この石像のモーちゃんの腹に触ると恋が叶うという噂がある。

## シリーズ

### プロトタイプ
- 1976年 - ずっこけ三銃士

### 本編
1. 1978年 - それいけズッコケ三人組
2. 1979年 - ぼくらはズッコケ探偵団
3. 1980年 - ズッコケ（秘）大作戦[注 7]
4. 1980年 - あやうしズッコケ探検隊
5. 1981年 - ズッコケ心霊学入門
6. 1982年 - ズッコケ時間漂流記
7. 1983年 - とびだせズッコケ事件記者
8. 1983年 - こちらズッコケ探偵事務所
9. 1984年 - ズッコケ財宝調査隊
10. 1984年 - ズッコケ山賊修業中
11. 1985年 - 花のズッコケ児童会長
12. 1985年 - ズッコケ宇宙大旅行
13. 1986年 - うわさのズッコケ株式会社
14. 1986年 - ズッコケ恐怖体験
15. 1987年 - ズッコケ結婚相談所
16. 1987年 - 謎のズッコケ海賊島[注 8]
17. 1988年 - ズッコケ文化祭事件
18. 1988年 - 驚異のズッコケ大時震
19. 1989年 - ズッコケ三人組の推理教室
20. 1989年 - 大当たりズッコケ占い百科
21. 1990年 - ズッコケ山岳救助隊
22. 1990年 - ズッコケTV本番中
23. 1991年 - ズッコケ妖怪大図鑑
24. 1991年 - 夢のズッコケ修学旅行
25. 1992年 - ズッコケ三人組の未来報告
26. 1992年 - ズッコケ三人組対怪盗X
27. 1993年 - ズッコケ三人組の大運動会
28. 1993年 - 参上!ズッコケ忍者軍団
29. 1994年 - ズッコケ三人組のミステリーツアー
30. 1994年 - ズッコケ三人組と学校の怪談
31. 1995年 - ズッコケ発明狂時代
32. 1995年 - ズッコケ愛の動物記
33. 1996年 - ズッコケ三人組の神様体験
34. 1996年 - ズッコケ三人組と死神人形
35. 1997年 - ズッコケ三人組ハワイに行く
36. 1997年 - ズッコケ三人組のダイエット講座
37. 1998年 - ズッコケ脅威の大震災
38. 1998年 - ズッコケ怪盗Xの再挑戦
39. 1999年 - ズッコケ海底大陸の秘密
40. 1999年 - ズッコケ三人組のバック・トゥ・ザ・フューチャー
41. 2000年 - 緊急入院!ズッコケ病院大事件
42. 2000年 - ズッコケ家出大旅行
43. 2001年 - ズッコケ芸能界情報
44. 2001年 - ズッコケ怪盗X最後の戦い
45. 2002年 - ズッコケ情報公開（秘）ファイル[注 7]
46. 2002年 - ズッコケ三人組の地底王国
47. 2003年 - ズッコケ魔の異郷伝説
48. 2003年 - ズッコケ怪奇館 幽霊の正体
49. 2004年 - ズッコケ愛のプレゼント計画
50. 2004年 - ズッコケ三人組の卒業式[注 9]

### 中年編
1. 2005年 - ズッコケ中年三人組
2. 2006年 - ズッコケ中年三人組age41
3. 2007年 - ズッコケ中年三人組age42
4. 2008年 - ズッコケ中年三人組age43
5. 2009年 - ズッコケ中年三人組age44
6. 2010年 - ズッコケ中年三人組age45
7. 2011年 - ズッコケ中年三人組age46
8. 2012年 - ズッコケ中年三人組age47
9. 2013年 - ズッコケ中年三人組age48
10. 2014年 - ズッコケ中年三人組age49
11. 2015年 - ズッコケ熟年三人組

### 番外編
- ズッコケ三人組の大研究シリーズ

1. 1990年 - ズッコケ三人組の大研究
2. 2000年 - ズッコケ三人組の大研究II
3. 2005年 - ズッコケ三人組の大研究ファイナル

- ズッコケ三人組の人生相談シリーズ

1. 2001年 - ズッコケ人生相談
2. 2002年 - ズッコケ人生相談パート2

- 謎本（青春出版社から刊行）
  - 1998年 - 「ズッコケ三人組」のひみつ

## 主な登場人物
声の項は特記がない限り、テレビアニメ版である。

八谷家
|  |  |      |      |      |      |      |      |      |      |      |      |      |      |                  |                  |                  |                  |                  |                  |      |      |      |      |  |  |  |  |
|  |  |      |      |      |      |      |      |      |      |      |      |      |      |                  |                  |                  |                  |                  |                  |      |      |      |      |  |  |  |  |
|  |  | 勝義 | 勝義 | 勝義 | 勝義 | 勝義 | 勝義 |      |      | よね | よね | よね | よね | よね             | よね             |                  |                  | 勝平             | 勝平             | 勝平 | 勝平 | 勝平 | 勝平 |  |  |  |  |
|  |  | 勝義 | 勝義 | 勝義 | 勝義 | 勝義 | 勝義 |      |      | よね | よね | よね | よね | よね             | よね             |                  |                  | 勝平             | 勝平             | 勝平 | 勝平 | 勝平 | 勝平 |  |  |  |  |
|  |  |      |      |      |      |      |      |      |      |      |      |      |      |                  |                  |                  |                  |                  |                  |      |      |      |      |  |  |  |  |
|  |  |      |      |      |      | 圭子 | 圭子 | 圭子 | 圭子 | 圭子 | 圭子 |      |      | 良平（ハチベエ） | 良平（ハチベエ） | 良平（ハチベエ） | 良平（ハチベエ） | 良平（ハチベエ） | 良平（ハチベエ） |      |      |      |      |  |  |  |  |
|  |  |      |      |      |      | 圭子 | 圭子 | 圭子 | 圭子 | 圭子 | 圭子 |      |      | 良平（ハチベエ） | 良平（ハチベエ） | 良平（ハチベエ） | 良平（ハチベエ） | 良平（ハチベエ） | 良平（ハチベエ） |      |      |      |      |  |  |  |  |
|  |  |      |      |      |      |      |      |      |      |      |      |      |      |                  |                  |                  |                  |                  |                  |      |      |      |      |  |  |  |  |
|  |  |      |      |      |      |      |      |      |      |      |      |      |      |                  |                  |                  |                  |                  |                  |      |      |      |      |  |  |  |  |
|  |  |      |      |      |      | 良介 | 良介 | 良介 | 良介 | 良介 | 良介 |      |      | 一平             | 一平             | 一平             | 一平             | 一平             | 一平             |      |      |      |      |  |  |  |  |

山中家
|  |  |      |      |      |      |      |      |  |  |        |        |        |        |        |        |  |  |                  |                  |                  |                  |                  |                  |  |  |        |        |        |        |        |        |  |  |
|  |  |      |      |      |      |      |      |  |  |        |        |        |        |        |        |  |  |                  |                  |                  |                  |                  |                  |  |  |        |        |        |        |        |        |  |  |
|  |  |      |      |      |      |      |      |  |  | 美代子 | 美代子 | 美代子 | 美代子 | 美代子 | 美代子 |  |  | 真之介           | 真之介           | 真之介           | 真之介           | 真之介           | 真之介           |  |  | 一之介 | 一之介 | 一之介 | 一之介 | 一之介 | 一之介 |  |  |
|  |  |      |      |      |      |      |      |  |  | 美代子 | 美代子 | 美代子 | 美代子 | 美代子 | 美代子 |  |  | 真之介           | 真之介           | 真之介           | 真之介           | 真之介           | 真之介           |  |  | 一之介 | 一之介 | 一之介 | 一之介 | 一之介 | 一之介 |  |  |
|  |  |      |      |      |      |      |      |  |  |        |        |        |        |        |        |  |  |                  |                  |                  |                  |                  |                  |  |  |        |        |        |        |        |        |  |  |
|  |  |      |      |      |      |      |      |  |  |        |        |        |        |        |        |  |  |                  |                  |                  |                  |                  |                  |  |  |        |        |        |        |        |        |  |  |
|  |  | 道子 | 道子 | 道子 | 道子 | 道子 | 道子 |  |  | 陽子   | 陽子   | 陽子   | 陽子   | 陽子   | 陽子   |  |  | 正太郎（ハカセ） | 正太郎（ハカセ） | 正太郎（ハカセ） | 正太郎（ハカセ） | 正太郎（ハカセ） | 正太郎（ハカセ） |  |  |        |        |        |        |        |        |  |  |
|  |  | 道子 | 道子 | 道子 | 道子 | 道子 | 道子 |  |  | 陽子   | 陽子   | 陽子   | 陽子   | 陽子   | 陽子   |  |  | 正太郎（ハカセ） | 正太郎（ハカセ） | 正太郎（ハカセ） | 正太郎（ハカセ） | 正太郎（ハカセ） | 正太郎（ハカセ） |  |  |        |        |        |        |        |        |  |  |

### 三人組（メインキャラクター）
教師・女子生徒からは本名の苗字（男性教師の場合は呼び捨て、それ以外は「君」付け）で、男子生徒からはあだ名で呼ばれることが多い。『ズッコケ山賊修行中』でふれ合った、土ぐも一族の子ども衆（彼らの名はその多くが植物に因む）も、あだ名で呼ぶようにしていた。ハチベエとモーちゃんをあだ名で呼ぶ道子、ハチベエを「八谷君」と呼んだ津久田茂（『花のズッコケ児童会長』）など例外も存在する。
八谷 良平（はちや りょうへい）
声 - 高乃麗/坂本千夏(OVA)/山口勝平（特番）/鈴木智子（学習ビデオ）
通称「ハチベエ」。花山商店街の八百屋「八谷商店（通称：八百八）」の長男（一人っ子）。常につばを後ろにして帽子を被っている。やんちゃっ子特有の色黒で、身長は低いがスポーツ万能、ただし勉強はからっきし苦手。物事をよく考える前に行動する直情径行タイプで行動力に溢れるが飽きっぽくもあり、またかなり女好き。同級生で美少女の陽子に好意を抱いたり、他の可愛い女の子にもよくモーションをかけているものの、やんちゃ男子特有の大雑把でデリカシーに欠ける性格が災いしてほとんど空振りに終わっている。女子生徒の呼び方は苗字または下の名前を呼び捨てにしているが、例外として『ズッコケ(秘)大作戦』では転校生の北里真智子を「マコ」というあだ名で呼んでいた。なお、作中での紹介では「色黒ちび少年」などと形容される。
イタズラ好きでけんかっ早いが正義感は強く、友情には篤い。女子小学生の自殺を報じる新聞記事からその少女（一学年下、別段知人ではない）に同情し、それをきっかけにハカセの知恵とモーちゃんの家の電話を借りて、三人組で「子ども電話相談室」を開設したこともあった（『ズッコケ結婚相談所』）。一方では、壁新聞作成や児童会長選挙など学校の活動を、個人的な仕返しに利用するような、大人げない一面もある。八百屋の息子という関係上、野菜などに関する知識が多少あり、『あやうしズッコケ探検隊』におけるサバイバル生活の際に野生のユリを見分けて採取するなどと言った事もする。家業での働かされ方に不満を抱いたこともあり『ズッコケ家出大旅行』では、それをハカセの家出計画に乗るきっかけにしていた。『花のズッコケ児童会長』では児童会長に立候補したこともあった（その際の公約内容にも勉強嫌いぶりがうかがえる）が、あだ名のほうが本名より有名であったため、投票の多くが無効票とされ、最少得票数で落選。プロ野球でのひいき球団は、地元ミドリ市を本拠にする「ミドリオークス」。
あだ名の由来は幼少の頃のアイドル歌手グループ「マークス」のメンバーから（『ズッコケ三人組のバック・トゥ・ザ・フューチャー』より）。
『ズッコケ中年三人組』シリーズでは、安藤圭子と結婚して一平と良介という子供をもうけている。また、親から継いだ八百屋をコンビニに転換して経営者となっている。ただし、両親はこれに反対して出て行ってしまった。
成績は国語1・算数2・理科3・社会2・音楽1・図工2・体育5・家庭2。
山中 正太郎（やまなか しょうたろう）
声 - 松本さち/小粥よう子(OVA)/高山みなみ（特番）/真柴摩利（学習ビデオ）
通称「ハカセ」。花山町の市営アパートの333号に住むサラリーマンの家庭の長男（妹一人）。近視で眼鏡をかけており（水泳・散髪・就寝の際にしか外さない）、やせ形。角張った髪型に特徴がある。
作中での紹介では「ラッキョウに眼鏡をかけさせたような少年」などと形容される。
読書好き（ただしフィクションには興味がなく文学、物語、ごく一部を除く小説の類はほとんど読まない）で研究熱心、理科の実験を趣味とし、明晰な頭脳の持ち主で機械にも強いが、物事を深く考え過ぎる癖や、やや小心者であがり性な部分があり、加えて地の文にて「雑学の大家」などと評されるように彼の持つ膨大な知識はこと学校のテストに対しては役に立たない物が多いため、テストではその実力が発揮できておらず、故に学校の成績は今一つ。彼のその頭脳は専ら、三人組やクラスメイトが厄介ごとに遭遇した際に発揮される。とはいえ、盲腸炎で入院した際にまず勉学の遅れを心配するなど、基本的には勉強好き。性格は若干皮肉屋。クラスの女性陣からの人気は、ハチベエとモーちゃんの中間位。女子生徒の呼び方は苗字を「さん」付けにしている。
スポーツは苦手（一度だけ野球でサヨナラホームランを放った事がある）だが弁舌は巧みで、学級会の議題となったハチベエと圭子のもめ事も、クラス内での男子と女子の対立問題に関連づける議論運びで、両成敗的な仲裁に持ち込んでいる。三人組で「子ども電話相談室」を開設した際には、夫婦喧嘩の悩みについて相談を受けるが、その母親の無反省な抗議から相談室閉鎖を余儀なくされる。
読書や考え事をする時トイレにこもる癖があり、この癖でしばしば妹を困らせる。
ハチベエとは幼稚園時代から同じ所に通っていたが、『ズッコケ三人組と学校の怪談』でのみ、2年生の時に転校して来た（故にこの学校のOBとは付き合いがない）という設定になっていた。ハカセというニックネームは眼鏡をかけ始めたことから呼ばれるようになった。
成績は国語2・算数3・理科4・社会3・音楽2・図工2・体育2・家庭2。悪知恵の働くところがあり、モーちゃんでも「幼少の頃は結構意地悪」と評価している。第一作『それいけズッコケ三人組』では陰で「バカセ」と呼ばれている、という記述があったが、少なくとも本人がそう呼ばれていた描写はない。それどころかハチベエなどは、彼に感心した際「さすがにハカセと呼ばれるだけある」と評していたり、クラスの面々も「どこかズレている所がある」としながらも基本的にはハカセの頭脳を信頼している。
『ズッコケ三人組の未来報告』におけるハチベエの夢では、奈良市の国立埋蔵物研究所研究員に、『ズッコケ中年三人組』では史学科大学院まで進学後、袋町中学校の社会科教諭になっている。
中年シリーズでは荒井陽子と交際を続け、『ズッコケ中年三人組age45』で結婚に至り、『ズッコケ中年三人組age47』にて長男・翼が産まれる。
奥田 三吉（おくだ さんきち）
声 - 鶴岡聡/桜井敏治（OVA、特番）/菅原淳一（学習ビデオ）
通称「モーちゃん」。ハカセの住む市営アパートの別棟の222号に住む。両親は幼い頃に離婚し物産会社（横田物産）に勤める母親の元に姉と3人暮らし。とはいえこうした家庭環境にも本人は満足していたため、母親に再婚話が持ち上がった時には困惑し、煮えきらない態度に終始していた。
大柄で行動はのんびりしており、遅刻の常習犯。
作中での紹介では「どこもかしこもまるまると太った少年」などと形容される。この体型は母方の祖母譲り。
あだ名の由来は「スローモー」の『モー』（また体格からの連想とも相まって、牛の鳴き声にも通じる）であると作中たびたび明言されているが、『ズッコケ三人組のバック・トゥ・ザ・フューチャー』では姉のタエ子が「もー、ちゃんと歩きなさい」といつも怒っていたのがぎなた読みされ、「もーちゃんと、歩きなさい」と、当時の通学友達から呼ばれたことからつけられたと説明された。第一作『それいけズッコケ三人組』では、担任の宅和先生からも「まさにモーちゃん」と評される。
本名の由来も、姉の上に兄（両親の離婚の際、実父に引き取られた）がいて、三人目の子供だったことによる。従って次男（『ズッコケ結婚相談所』）。
昭和22年に早世した、母方の伯父とは後述のとおりよく似ており、生前の伯父を知る者からは「そっくり」と言われていた（『ズッコケ財宝調査隊』）。一方で、生き別れた実父や実兄には似ていない。
性格はおおらかで優しく、それ故にクラスの女性陣からはかなり人気がある。その穏やかな性格で、正反対な性格のハチベエとハカセの間を取り持っているが、まれにハチベエと対立したことも。女子生徒の呼び方は苗字を「さん」付けにしている。姉に言わせるとケチらしい。
成績は国語3・算数2・理科2・社会3・音楽3・図工3・体育1・家庭4。好物はアイスクリームとチョコレート。『ズッコケ三人組のダイエット講座』では「納豆とお茶漬けが嫌い」と発言している。大食いに関する描写が多く、『夢のズッコケ修学旅行』では、修学旅行の夕食でごはんを7杯おかわりしたり、『ズッコケ山賊修業中』では、打ち首を待つ状況下で号泣した直後にもかかわらず、食事はきちんと摂っていた。特技は魚釣りで、ハチベエが経験のなかった渓流でのウキ釣りにも詳しいが、バス釣りについてはハカセ同様、病気に罹るきっかけになったため懲りてしまう（『緊急入院!ズッコケ病院大事件』）。
『ズッコケ中年三人組』では、大阪出身の妻との間に娘が1人いる。鉄工所に勤務していたが、会社が倒産したため失職。職を転々としたのち、一家で母親のもとに身を寄せる。

### 準レギュラー
荒井 陽子（あらい ようこ）
声 - 今野宏美/室井深雪(OVA)/岡村明美（特番）
『それゆけズッコケ三人組』から登場する最古参キャラ、長い髪を二つ結びにしている美少女で、友人の安藤圭子・榎本由美子と共にクラスの美少女トリオと称される。仲間内から「ヨッコ」と呼ばれることもある。
大きな瞳で視力は良い。成績もよくスポーツも万能でハチベエに好意を抱かれている。しかし、性格は若干きつめ。
優等生ゆえか教師に叱られた経験があまりなく、『花のズッコケ児童会長』で宅和先生に叱責された際には号泣していた。実際にその時のショックは大きく、予定されていた次期児童会長選挙出馬も取りやめたほど。
柳が池の怪談で榎本由美子と共に嚇かされたり、児童会長選挙の予定候補に担ぎ上げられたり、飼い猫を探して貰ったり等、クラスの中で最も三人組の行動に巻き込まれることが多い。5月生まれで、血液型はAB型。一人娘で、新興住宅地の花山上町に4年生の時に引っ越してきており、父親は稲穂県庁の職員。小学校卒業後は榎本由美子と共に白百合女学院に進学。初期のエピソードではいわゆる脇役の一人にすぎなかったが、中期から後期のエピソードでは準レギュラー級の活躍を見せる事もあった。
『うわさのズッコケ株式会社』において三人組が株式会社を作った時には、陽子・圭子・由美子は当初由美子が500円（5株）買ったのが女子の最高額という状況（他2人は不明）だったが、売れ行き順調の話を聞いて3人とも貯金を下して5000円（50株）と二位タイの大株主となっている。最終的に大川高校の文化祭バザーで在庫一掃を行う際にこの3人と信彦たち大株主4名が販売に協力した。
『ズッコケ中年三人組』によると、この時期からハカセにはいわゆる恋心を持っていたらしく、『ズッコケ中年三人組age45』で結婚に至る。
安藤 圭子（あんどう けいこ）
声 - 横山智佐/市原由美（特番）
『ぼくらはズッコケ探偵団』で初登場。陽子・由美子と共にクラスの美少女トリオの一人で、他の2人と共に三人組の行動によく巻き込まれる。『ズッコケ結婚相談所』以前は陽子・由美子とは別行動していることが多い。
ショートカットでボーイッシュな容姿。快活で面倒見の良い姉御肌で口うるさく、特に1年生の頃からクラスが一緒のハチベエとはいつも口論を繰り広げている一方でハチベエが元気がない時に心配したりする優しい側面もある。家族は両親が登場しており、モーちゃんとも顔を合わせている。誕生日は10月。弟が1人いる。
『ズッコケ三人組の未来報告』における三人組の夢と『ズッコケ中年三人組』では、ハチベエと結婚して一平と良介という子供をもうけている。
榎本 由美子（えのもと ゆみこ）
声 - 神田朱未/長沢美樹（特番）
荒井陽子と同様に『それゆけズッコケ三人組』から登場、同じくクラスの美少女トリオの一人で、三人組の行動に巻き込まれることが多い。
陽子と同様に花山上町に4年生の時に引っ越してきており、 クラスでナンバー2の美人という触れ込みだったが、『それいけズッコケ三人組』の「怪談ヤナギ池」の挿絵ではかなり短いおかっぱで顔も陽子に似た顔立ちだったが、『花のズッコケ児童会長』では淡い色のカールした髪に点目になっているなどと安定せず、その後「日本人形のような顔立ち」という具体的な説明も付いたが、挿絵は西洋風の『花のズッコケ児童会長』が基本になっている他の2人とは異なり、明るく社交的でおっとりとした性格だが、恋愛相談を騙り「子ども電話相談室」を開設していたハチベエを担いだこともある（『ズッコケ結婚相談所』）。
『参上！ズッコケ忍者軍団』では三人組が結成した忍者軍団に陽子や圭子と共に加わり、八幡谷での花山第一小のドラゴン部隊との戦争ごっこに参戦した。小学校卒業後は荒井陽子と共に白百合女学院に進学。
大学卒業後、約10年間幼稚園の教員として勤務。その後結婚するがすぐに離婚し、『ズッコケ中年三人組』では港新町でスナック「スタンドゆみ」を経営している。

### ミドリ市立花山第二小学校六年一組
『ズッコケ三人組の未来報告』以降の単行本には見返しに教室を見下ろす形で生徒一覧の絵（以下、ポプラ社サイトの記述に従い「座席表」と表記）が描かれている。席順などはこれに準拠する。
上記の「座席表」では六年一組は総勢41人（6×7で机が並び、1つ空席がある）となっているが、本編では様々な場所で「全42人」と表記されており、この42人目の生徒の名前や顔は不明。
逆に全41人で正しいとしているものでは「座席表」以外に、『ズッコケ三人組の卒業式』の目次の絵（宅和の後に生徒全員がついていく構図）と、終盤の卒業証書授与で宅和が読み上げる名前（41人分）がある。
水島 かおり（みずしま かおり）
声 - 水田わさび
『それいけズッコケ三人組』から登場。初期の頃は準レギュラーのポジションを圭子に変更されるまで、陽子や由美子らと行動を共にすることが多く、後におとなしい女の子という設定になった。また、数々のコンクールに受賞するなど、文才があり、『ズッコケ文化祭事件』では新谷敬三の脚本を書き直した。
上野 ミサエ（うえの ミサエ）
教室の窓側前方の席の女子。花山西町に住んでいる。母親はアート教室を開いている。おとなしい性格で、文学少女と紹介されることもある。『ズッコケ三人組の未来報告』ならびに『ズッコケ中年三人組』では既婚者。
田代 信彦（たしろ のぶひこ）
声 - 野島裕史
イラストが得意で漫画家を目指している、馬面の男の子。乗り物酔いをしやすい。また、三人組と仲がよく、一緒に行動する事が多々ある。
初登場は『とびだせズッコケ事件記者』でこの時は学級新聞の会議にいた1人だったが、『うわさのズッコケ株式会社』では株発行時にいきなり2100円（21株）も投資し、さらに後で3000円追加したため51株でモーちゃんと並ぶ株の保有者になった。最終的に大川高校の文化祭バザーで在庫を捌く際に協力し一夜で看板を描き上げてくれた。
家族は両親と小学4年生の弟と鶏のピーくんがおり、このうち鶏は父親が処分を望んでいたため、仲間内で拾って飼っている動物達の中に含めた。行動力があり、それらの動物達を手放した際、その鶏だけは引き取り手がいなかったことから、隣町の神社まで連れて行って放している（『ズッコケ愛の動物記』）。
『ズッコケ魔の異郷伝説』の単行本版（新・こども文学館(57)）では、家がラーメン屋である記述があるが（p.74）名前の誤記だったらしく、文庫版ではこれが中森晋助のセリフに変更されている。
『ズッコケ三人組の未来報告』や『ズッコケ中年三人組』シリーズにおいては、大学で漫画学を教えている。
津川 卓也（つがわ たくや）
声 - 羽多野渉
6年1組座席表ではクラス委員という事になっている。ただし給食費を盗まれる、カプセル委員の仕事を忘れるなどしっかり者とは言いがたい一面もみられる。
『ズッコケ三人組の未来報告』と『ズッコケ中年三人組』シリーズ双方で大人になってから印刷会社を経営したが、『中年三人組』ではその後経営していた印刷会社が倒産してしまい、失業中である。
中森 晋助（なかもり しんすけ）
『うわさのズッコケ株式会社』で登場した（花山）西町のラーメン屋「来々軒」の息子で、ごくごく真面目な性格の男子。普段学校にいるときはおとなしい性格だが、家では親に反抗することも多々見られる。三人組とつるむ事が多く、『うわさのズッコケ株式会社』において彼らが株式会社を作った時には、得意のインスタントラーメン作りで大活躍した。
『脅威のズッコケ大震災』では地震で店が火事になり、「たいしたことないよ」と本人は言うも、本人と両親が火傷を負い、両親は入院、本人も親戚宅に疎開した。
また、『ズッコケ三人組の未来報告』における三人組の夢と『ズッコケ中年三人組』では、親から継いだラーメン屋を大きくして中華店にした。
新庄 則夫（しんじょう のりお）
声 - 石塚堅
クラス一の秀才。栄光学習塾というエリート塾に通っているが、塾の厳しすぎるやり方に反感を持っている。父親はグータラで母親は花山新宿のバーで働いている（『ズッコケ(秘)大作戦』）と言ってたが、後に父親は病弱であまり働いていないとされている。
『花のズッコケ児童会長』では「一組がほこるよい子のホープ」とされたがそんな彼でも前期児童会長には次点落選し、後期は勉強が忙しくなるからと辞退していた。卒業式では卒業生代表として半月間にわたって練習した別れの言葉を壇上に上がって担当した。小学校卒業後はミドリ大付属中学に進学。
『ズッコケ中年三人組age41』では開業医となり、大川町で開業している。
金田 進（かねだ すすむ）
声 - 岩橋直哉
眼鏡をかけた、クラスの秀才の一人。ハチベエ達の班の班長だが、副班長である圭子にいつも尻を叩かれているらしい。ハチベエ曰く学級委員どまりの男。真面目な性格だが、おねしょという癖がある（ただし6年生になってからはしてない、『夢のズッコケ修学旅行』）。卒業文集では総理大臣になって地球の環境汚染を止める夢を抱いていたが『ズッコケ三人組の未来報告』と『ズッコケ中年三人組』双方とも、マスコミ関係に進み、新聞記者やミドリ日報の論説委員になっていた。
高橋 ケンジ（たかはし ケンジ）
声 - 近藤隆
『それいけズッコケ三人組』（の「ゆめのゴールデンクイズ」）から登場する古参キャラでクラスの秀才の一人。ハカセ曰く「新庄以上のガリ勉」。児童会活動には全く興味が無く（『花のズッコケ児童選挙』）、また文化祭よりも自分の受験を優先する自己中心的な性格（『ズッコケ文化祭事件』）。小学校卒業後は城南中学に進学。『ズッコケ三人組の未来報告』では、自動車のエンジニアで、南米にて勤務している。
高橋 ひとみ（たかはし ひとみ）
声 - 三橋加奈子
陽子の友人。イラストが得意で漫画家志望。教室では『花のズッコケ児童会長』では荒井陽子後援会のシンボルマークのデザインを担当した。社交的だが強者におもねる傾向があり、陽子や由美子の太鼓持ちをしたり、『ズッコケ（秘）大作戦』では北里真智子に率先して取り入っておきながら遠足行事の際に人助けの芝居を打ったと知るや、真っ先に真智子を攻撃するなど、ずるい面がある。『ズッコケ三人組の未来報告』では結婚して三宅姓となり、ミドリ市内の中学で美術教師をしている。なお、同姓の高橋ケンジとの関係性は不明だが、通常姓で相手を呼ぶ宅和先生や中森晋助は彼らを呼び分けるのに、宅和は性別をつけ「（ひとみを指して）女子の高橋」、中森はフルネームで「（ケンジを指して）高橋ケンジくん」といった呼称をしている。
長嶋 崇（ながしま たかし）
声 - 浪川大輔
歌謡について知識があるらしく、初登場の『ズッコケ文化祭事件』で文化祭の出し物にミュージカル案が出た際「歌が上手い奴と下手な奴の差が出るのは良くない」と反対案を投じた。『ズッコケ三人組の未来報告』ではハチベエの夢の中ではロックを目指していたが、現実の本人はむしろロックは嫌いで、将来は演歌歌手になり、吹雪純之助という芸名で活動する事を夢に持つといっている。『ズッコケ中年三人組』では再登場してないので正史ではどうなったのか不明。
なお、上記の特技と無関係にヒーロー番組カラテマンのゴールドカード（チョコレート菓子の付録）を5枚も集めたが、卒業時に「中学になればこんな幼稚なものはやっていられない」と文字通り封印してしまった（『ズッコケ三人組の未来報告』『ズッコケ三人組の卒業式』）。
後藤 淳子（ごとう じゅんこ）
声 - 天神有海
モーちゃんの隣の席の女子は第1巻目から登場するが、「後藤淳子」と名前が出て確認できるのは『ズッコケ文化祭事件』冒頭の学級会議。ハチベエがクラスで3番目に好きな女子（『夢のズッコケ修学旅行』）。オカルトの話題に詳しい。顔は普通だがクラス一の巨乳の持ち主。またクラス内の生徒では最高身長。おっとりとした優しい性格で高所恐怖症。『ズッコケ家出大旅行』では、三人組の行方を捜す最初の証人になった。「ズッコケ中年三人組」では、現在は主婦となっており、巨乳体型は健在。
秋山 幸子（あきやま さちこ）
陽子達の友人。顔立ちがそこそこ可愛いため男子からは割と人気がある。明るく優しい、可愛い女の子という雰囲気を漂わせているが、計算高く図太い面がある。仲野孝之から誕生祝いに貰ったペンダントを大事にしているが、彼に恋愛感情は持っていないらしい。
佐々木 絵美（ささき えみ）
ハチベエの隣の席の女子。クールでやや冷笑的な性格をしているが、ハチベエが欠席した時には、家に給食のパンを届けるなどの優しい一面もみられる。ハチベエを前々からおかしな人だと思っており、早く席替えをしてほしいと思っている。新庄と同じ栄光学習塾に通っている。仲野孝之とは母親同士が友人。
皆本 章（みなもと あきら）
声 - 佐藤ミチル
ひ弱な性格でいじめられっ子。出っ歯でねずみのような容姿なのであだ名は「ネズミ」。『花のズッコケ児童会長』にて初登場し、準主役級の活躍をする。ハチベエは彼のことを、初登場時には苗字を呼び捨てにしていたが、以後は上記のあだ名で呼んでいる。父親が木工所で働いており、自身も工作が得意らしい。『ズッコケ三人組の未来報告』と『ズッコケ中年三人組』における未来では、かつてのひ弱な面影は無く、筋骨隆々な体つきになり、スポーツジムのインストラクターをやっているとの事。『未来報告』の再登場場面の言葉を借りると「歳月は人を変える」を体現した男である。
徳大寺 邦光（とくだいじ くにみつ）
6年生で大阪から転校。大阪在住中は児童劇団に入り、テレビドラマに出演した。初登場の『ズッコケ文化祭事件』では進、由美子と共に文化祭の演出係を担当。しっかりした性格の仕切り屋。関西弁を多用。『ズッコケ怪奇館 幽霊の正体』ではパソコンにも堪能という設定が付加された。『ズッコケ三人組の未来報告』では俳優となり、標準語となっていた。
仲野 孝之（なかの たかゆき）
秋山幸子の誕生会で彼女にペンダントをプレゼントした。痩せ型で整った顔立ちをしているが、修学旅行の最中に、車酔いで苦しんでいる信彦に対して心無い暴言を吐くというやや無神経な一面も見られる。『ズッコケ三人組の未来報告』では、商事会社に勤めている。
尾崎 浩（おざき ひろし）
住吉銀行の社宅に住む少年。ハチベエとは釣り仲間。『ズッコケ三人組の大運動会』では三人組と共に秘密特訓に参加した。
市原 弘子（いちはら ひろこ）
小柄で可愛らしい顔立ちをしているが、性格は少し生意気らしい。『大当たりズッコケ占い百科』では一連の騒動の黒幕となるなど腹黒い面もある。新庄や絵美と同様、栄光学習塾に通っている。どこまでが比喩なのかが不明瞭だが、同書の最後でかつて影の呪いを受けたと精神を病んで登校拒否になった霧生寿美子に優しくして「魔法の力で影の呪いを封じ」「身体の中に入って励ました」ことで彼女から全面的な信頼を受けている。
『ズッコケ三人組の未来報告』と『ズッコケ中年三人組』における未来では、ロサンゼルスでブティックを経営。前者では詳細は不詳だが三年前に「旧姓に戻った」とのこと。
三田村 洋美（みたむら ひろみ）
花山中町の正義館道場という柔道の道場に通っている少女。体格は大柄。教室の席はハカセの隣である。『ズッコケ文化祭事件』では主人公三姉妹の長女・ルミを演じるが、勢い余ってモーちゃんをステージから落としてしまう（アニメではステージ外まで追い掛け回す）。
鈴木 和代（すずき かずよ）
花山商店街にあるブティックの娘（『ズッコケ脅威の大震災』）。体格は太め。『ズッコケ三人組の未来報告』では、結婚して工藤和代と名乗り、テレビリポーターになっている。
新村 大吾（にいむら だいご）
ハチベエの後ろの席の大柄な男子。がさつな性格をしており、言動があらっぽい。『ズッコケ文化祭事件』の劇ではヤクザ役になる。また『ズッコケ中年三人組』でも登場し、毎日ジム通いしている事を皆本に駄目だしされる。
斎藤 元一郎（さいとう げんいちろう）
大柄の男子。目が小さい。小学校近辺のアパートに住んでいる。『ズッコケ三人組の未来報告』では消息不明と伝えられた。『ズッコケ三人組の卒業式』ではハチベエに産業スパイの居所を伝える。
井上 隆二（いのうえ りゅうじ）
大柄の男子。『ズッコケ文化祭事件』の劇ではヤクザ役になる。『ズッコケ三人組の未来報告』では、教師になるという作文を書いたが、20年後の未来で結婚し、ミドリ銀行に勤務している。得意科目は国語、苦手科目は算数。ピアノのレッスンに通っている。
清水 学（しみず まなぶ）
クラスで後列に座っている長身の男子。『ズッコケ文化祭事件』の劇でのお父さん役を務める。5年の放送委員だがモーちゃんと入れ替わりに給食委員に変わった。
堀江 理絵（理恵）（ほりえ りえ）
学と席が隣という理由だけで『ズッコケ文化祭事件』では夫婦役をやらされる。作中では台詞や直接の登場はないが『大当たりズッコケ占い百科』ではハカセにペンダントのことを教えたりしている。『ズッコケ三人組の未来報告』では消息不明と伝えられた。
藤井 理香（ふじい りか）
放送委員会に所属する女子。眼鏡をかけている。滑舌が良く、インタビュアーなどを務める。『ズッコケTV本番中』では、委員会活動に出てこなかった後輩を容赦なく吊るし上げたり、同情したモーちゃんにも嫌味を言ったりと、意地悪な一面を見せていた。『ズッコケ愛のプレゼント計画』では博愛主義者と設定され、クラスの男子全員にバレンタインチョコを送っている。
福山 素子（ふくやま もとこ）
小柄の女子。「座席表」では眼鏡をかけている。初登場の『ズッコケ文化祭事件』の劇で主人公三姉妹の三女・チコを演じるが出番の場面が少なく（本人がしゃべっている場面もない）詳細不明。
福山 孝子（ふくやま たかこ）
素子の双子の妹で初登場の『ズッコケ文化祭事件』で「体つきから顔つきまで素子にそっくり」とナレーションで説明があるが、「座席表」ではかなり外見が異なる。
六年一組生徒中本編で唯一明確に登場しておらず、本文中に個人で言及があるのは前述の『文化祭事件』で「素子が風邪をひいたりして出演できないときは、孝子が代役にあたることができるだろう」というナレーションの説明と『卒業式』で全生徒の名前読み上げに名前が出ただけ。
代々木 真悟（よよぎ しんご）
花粉症気味の男子。タヌキのような顔と形容される。市営アパート付近の一戸建てに住んでいる。『ズッコケ妖怪大図鑑』では身の回りの怪奇現象を伝え、『ズッコケ脅威の大震災』では、自宅が全壊する被害を受けた。『ズッコケ三人組の卒業式』ではバス遠足にてハチベエの隣に座り、宅和先生の転任について伝えた。
横谷 慎太郎（よこたに しんたろう）
声 - 笹田貴之
アニメ版ではバスケ部のキャプテンを務める。バレンタインデーには律儀にチョコのお返しをしてくれると噂される。『ズッコケ三人組の未来報告』では消息不明。
田中 裕司（たなか ゆうじ）
圭子の隣の席の少年。目立った活躍はないが、天秤座のO型という理由で圭子から相性の悪さを囁かれている。
伊藤 綾（いとう あや）
六年一組生徒で最後に名前が確認された生徒で『ズッコケ三人組の未来報告』で消息不明で連絡がつかないと斎藤、横谷、堀江とともに名前があげられたのが初登場。実際に本人が出てきたのは『ズッコケ愛の動物記』で、圭子の友人と説明され、増えすぎて困っていたハムスターをハチベエ達に渡した。
加藤 幸子（かとう ゆきこ）
陽子達の友人。ミニバスケットクラブに所属。仲間達からは「幸ちゃん」と呼ばれている。
伊藤 恵（いとう めぐみ）
初登場は一応『ズッコケTV本番中』だが、生活委員の生徒として名前が出たのみ、本人の登場は『夢のズッコケ修学旅行』で隣の席にいて乗り物酔いで嘔吐した信彦に声をかけていた場面が初。
同姓の伊藤綾との関連は不明だが、『ズッコケ脅威の大震災』で中森が避難所に伊藤恵が来ている説明をするが、この時綾については安否確認を含め一切話題にあげてない描写がある。
水本 ゆかり（みずもと ゆかり）
声 - 三橋加奈子
『うわさのズッコケ株式会社』が初出、修学旅行の際、信彦にスカートの中を見られてしまうが、ブルマーを穿いていたので下着は見られずに済む（『夢のズッコケ修学旅行』）。
北里 真智子（きたざと まちこ）
『ズッコケ(秘)大作戦』にのみ登場した、数ヶ月だけの転校生。三人組とは転校前から面識があったが、1学期末の学年旅行の途中で、三人組と初対面したテング岳の近くへ転校していった。Age41で再登場する。三人組との初対面時にはスキー場でハチベエを助けており、好印象を持たれたが、先述した遠足行事での芝居や真偽の怪しい身の上話、Age41での再登場時には占い師になっていた事などから、いわゆる「ゲレンデマジック」を象徴する女といえた。ミドリ市で住んだ古アパートは、地図上で見ると重富フサの家の近く。
宅和 源太郎（たくわ げんたろう）（教諭）
声 - 辻親八/辻村真人（特番）/菅原淳一（学習ビデオ）
6年1組の担任。禿げ頭が特徴。教師歴30年以上のベテラン教師で、口うるさく頑固だが、児童達の自主性を育もうと奮闘している教育熱心な教師。しかし今一つ児童達にはその気持ちが伝わっていない。生徒に対しては、男女いずれにも苗字を呼び捨てで呼んでいる。ニックネームは「タクワン」。このあだ名は読者の一人が那須に提案した事で決まった。越中褌をしているという噂あり。花山第二小六年一組の生徒が卒業したと同時に本人も今の時代に自分は相応しくないとの理由で小学校教師を退職した（しかし3人組は「ずっと先生でいてほしい」と懇願していた）。その後ズッコケ中年三人組age46で危篤状態になり、程なくして死去。
一人娘のめぐみが市内の別の小学校で教壇に立つ（『とびだせズッコケ事件記者』）。めぐみは『ズッコケ三人組の未来報告』における三人組の夢では、結婚して長井に改姓し、花山第二小学校の校長をやっていた。
ドラマ版では容姿が変更されており、原作とは違って禿げ頭でなく、定年間近な教師という設定もない。

### 三人組の家族
両親や姉妹の名前・年齢・職業（学校）は、単行本の見返しなどに記載された花山町地図と三人組のプロフィール記述より。
八谷 勝平（はちや かつへい）
声 - 中井和哉/尾田量生(OVA)
ハチベエの父親。商店街で八百屋の「八谷商店」を設立・経営している。40歳。得意先に野菜を配達する場面が多く見られる。陽気な性格。町内の役員を務めている。『ズッコケ脅威の大震災』では店舗兼自宅が全焼する被害を受けて自身も足を負傷、金庫だけは無事だったためそれを資金に避難所では妻と息子で八百屋の営業を代行していた。
八谷 よね（はちや よね）
声 - 進藤尚美
ハチベエの母親。夫と共に「八谷商店」を経営。38歳。典型的な長屋のおかみさんタイプで明るくおしゃべり。手相占いに詳しい。一番上の姉が東京の中野区に在住（後述）。
八谷 勝義（はちや かつよし）
声 - 野島裕史
ハチベエの叔父。勝平の弟。四国の愛媛県タカラ町で不動産業を営み、ハチベエ曰く「親戚で一番の金持ち」。クルーザーを所有している（あやうしズッコケ探検隊）。兄よりしっかり者と自認していて、『大震災』では自宅が焼けて電話がない勝平一家の無事を親戚に報告する役目をまかされた。
八谷 俊子（はちや としこ）
ハチベエの叔母。勝義の妻。小柄で若く見える。
吉野 ひさ（よしの ひさ）
ハチベエの母親である八谷よねの一番上の姉。夫はすでに他界。東京の中野区に住んでいる。通称「中野のおばさん」。『ズッコケ結婚相談書』では、モーちゃんの実父へ会いにいくため上京した三人組の宿に自宅を開放した。
八谷良助（はちや りょうすけ）
ハチベエの祖父で故人。鍛冶屋の3代目だったが、ハチベエが生まれる前に亡くなり、その後勝平が八百屋を始めた。
八谷鉄平（はちや てっぺい）
ハチベエの曽祖父で故人。鍛冶屋の2代目。
八谷鉄吉（はちや てつきち）
ハチベエの高祖父で故人。鍛冶屋を始めた。
山中 真之介（やまなか しんのすけ）
ハカセの父親。ミドリ商事に勤務。39歳。温厚で冷静だが、兄・一之介と仲が悪いらしい。実家は芦葉町・友の浦地区にある。息子のニックネームについては知っており「友達仲間では秀才で通っている」と認識していた。『ズッコケ脅威の大震災』では出張中だったためミドリ市内で難に遭わず、また自宅の被害も三人組の各家庭の中では最も少なかった。
山中 美代子（やまなか みよこ）
声 - 横山智佐
ハカセの母親。34歳。息子の成績について心配している。それゆえに『ズッコケ家出大旅行』では、ハカセを学習塾に無理矢理通わせようと勝手に手続きし、三人組に家出を決行させる最初の原因を作った。
山中 道子（やまなか みちこ）
声 - 米倉あや
ハカセの妹。クラスは四年一組。9歳。それなりに可愛く、成績も良い方。人懐っこい性格。『花のズッコケ児童会長』では、児童会長選挙の応援時に金銭をやり取りする（もちろんこれは選挙違反）など、ちゃっかりしたところもある。当初はデザインが一定しなかったが、ハカセと同じ目つきで髪を二つに結んだデザインで統一された。両親については、ハカセが父親似、彼女が母親似と窺わせるようなデザイン。
山中寅之助（やまなか とらのすけ）
ハカセの父方の祖父。芦葉町・友の浦地区に住み、地元の小学校で校長をしていた。
山中智子（やまなか ともこ）
ハカセの父方の祖母。地元である芦葉町・友の浦地区の小学校で教頭をしていた。
奥田 時子（おくだ ときこ）
声 - 甲斐田ゆき/有馬瑞香(OVA)
モーちゃんの母親。横田物産に勤務。42歳。夫とはモーちゃんが生まれて少し経った頃に離婚している。そのため女手一つで2人の子供を養っている。おおらかで包容力のある女性。両親や兄とは成人前に死別。父方の叔母が玉本家に嫁いでいる。一度は再婚話も持ち上がったが、子供達に対し自分の気持ちをカムフラージュしていたことへの気づきから断念する。『ズッコケ脅威の大震災』では自宅のある棟が倒壊し、電化製品もすべて壊れる被害に遭った。当初はデザインが一定していなかったゆえ、モーちゃんと同じ鼻のときも見られたが、後に統一された。
奥田 タエ子（おくだ タエこ）
声 - 水田わさび
モーちゃんの姉。大川高校の1年生。16歳。明るくさっぱりした性格。モーちゃん同様大柄な体型だが、弟よりは少しスリムで身長は母と弟の中間位。よく弟のお菓子を盗み食いしたり（『ズッコケ家出大旅行』では、弟がハカセの家出計画に乗るきっかけになる）、クイズ大会に無理に参加させたり、脅かすような発言もする。笑い上戸で、それが原因なのか彼氏についての噂は聞かれない。酒癖の悪い印象で離婚した実父のことを覚えていたようだが、その際に生き別れた兄については、なぜか記憶に残っていなかった。当初はデザインが一定していなかったが、髪はおかっぱでカチューシャをつけているデザインに統一された。弟と同様、別れた実父や実兄には似ていない。
久村 順次（くむら じゅんじ）
モーちゃんの実の父親。「離婚した父親」の説明は初期からあるが本人の初出は『ズッコケ結婚相談所』。
モーちゃんとタエ子は「父は酒乱で時子とタエ子に暴力を振るっていたため、別れた」と聞かされていたが、再開時の順次によると時子が「順次と同僚の夏子が不倫しているのではないか」という疑惑から酒乱になり、長男・順一を虐待。子供達のために順一を順次が引き取り、別れていたことが語られる。その後夏子と再婚し、東京の墨田区に在住、その後夏子との間に娘ができる。12年後、次男・三吉（モーちゃん）と再会するが、彼のことはあまり息子と意識していないような態度を取っていた（なお、順一も「弟の事をよく覚えていない」としている。）。このためちょうど時子に持ち上がっていた再婚話の相手男性とは逆に、ハチベエやハカセから悪印象を持たれた。
本人は以後再登場しなかったが、ズッコケ中年三人組の『age46』にて順次が死去した報告がモーちゃんの元に来た。
アニメ版では順一は離婚前に死亡（事故死）したため未登場。順次が酒乱の件は本当にあったことで順一の死が原因とされ、別れたが、時子とは和解しており、訪問したモーちゃんに対しても温かな態度で接し、結婚の難しさを説いていた。

玉本 ナツ（たまもと ナツ）
時子の父の妹。モーちゃんの大叔母。74歳。山間の田舎町・安井町に住む。年の割に元気でモーちゃんのところにも顔を見せる。家族は息子の広平（こうへい）とその妻・良子（よしこ）の三人暮らし。『ズッコケ財宝調査隊』にて林間学校の帰途にいた三人組を自宅に招待する。
『ズッコケ三人組と死神人形』ではモーちゃんにバットマンの人形を送り、ラストでそれが届いた。
奥田 総吉（おくだ そうきち）
時子の兄でモーちゃんにとっては伯父にあたる。中学時代（1947年秋）、故郷でダム工事が始まる頃に、崖から落ちて死亡。モーちゃん同様の外見と性格であり、同級生によると女子からも人気があった。死因について、終戦直後に知り合った元少尉は他殺と推測していたが、真相は事故死だった。叔母にあたるナツもその死を惜しんでいた。

### 花山第二小学校の小学生
清水 淳子（しみず じゅんこ）
六年二組の児童。圭子の友人。『ぼくらはズッコケ探偵団』にて圭子と帰り道で別れた後、彼女の交通事故を目撃。そのひき逃げ犯が小西家殺人事件の犯人と同一人物と特定する証人になった。『ズッコケ三人組の未来報告』における三人組の夢では、成人後も圭子と交友のある様子がうかがえる。
平川 まゆみ（ひらかわ まゆみ）
六年二組の児童。『ズッコケ（秘）大作戦』に登場。ひとみの友人。妹で佐伯カズオと同級のマリ子から、真智子の本性について聞き、ひとみに教える。
佐伯 カズオ（さえき カズオ）
一年の児童。『ズッコケ（秘）大作戦』に登場。一年生との合同遠足でモーちゃんと組み、「ブタ」と悪態をついてモーちゃんに怒られた。なお、作中でモーちゃんが怒ったのは、これが最初である。真智子の芝居により川を歩くことになり、助け出されたが、後日経緯をモーちゃんに話してしまう。
津久田 茂（つくだ しげる）
声 - 福山潤
六年四組の児童。花山中町の正義館道場という柔道の道場に通っている。美男子で長身、成績優秀、運動神経も抜群（運動会ではリレー選手に選ばれるほど）である。柔道の腕前も正義館の小学生の中では最強で、実際にハチベエを完膚無きまでに叩きのめしたほど（手加減していたらしいが章によれば「（ハチベエが）柔道を知らないので当たり前」とのこと）。自分にも他人にも厳しい性格のためか、弱者への思いやりに欠ける面がある。『花のズッコケ児童会長』で彼が次期児童会長選挙に出馬を表明したことから、三人組は彼の当選を阻止すべく奔走する事となる。正義館道場が彼の後援につき事前運動を展開したため、選挙違反の応酬となるが、最終的には皆本章の告発が決め手になって三人組の目的は成功する。その後、中年シリーズにおいての再登場は無いが、『ズッコケ中年三人組age46』にて死亡（駅で電車に轢かれた）していた事が判明する。
山根 雄二（やまね ゆうじ）
声 - 矢部雅史
六年二組の児童。津久田と同じく正義館道場に通っている。道場をあげて津久田を応援するが、章を脅迫同然に書名に回らせたり、菓子による賄賂で人数を増やしたり、第一小の生徒と結託して陽子の後援会を妨害したりと卑劣な手段を行った。しかしすべては津久田への友情を深めるためであり、問題化したところで津久田がそれを無下にしたことから、ハチベエは彼よりも津久田に対して憤慨した。小さな目と出っ歯が外見上の特徴。
沢井 明史（さわい あきふみ）
声 - 進藤尚美
六年二組の児童。次期児童会長選挙の立候補者。眼鏡をかけており、やせ気味の体型。副会長としての実績や、各候補者のなかで民主主義を最も理解していた事、さらに前児童会長の推薦もあって、103票を集票し当選する。『ズッコケ三人組の大運動会』『ズッコケ三人組の未来報告』でも、児童会長として設定されている。
望月 典子（もちづき のりこ）
声 - 松野朋子
六年三組の児童。次期児童会長選挙の立候補者。眼鏡をかけているが、ハチベエ曰くルックスはあまりよくない（同級生の女子達もその傾向にあるらしく、男子達もそのことは認めていた）。歌が上手く、立ち会い演説会では自ら作詞作曲した歌を披露した。集票数は75票。
野村 健治（のむら けんじ）
三年六組の児童。ハチベエと自転車でぶつかりそうになり、怪我させてしまったため、かべ新聞に匿名ながらそのことを書かれる。その際、名前を険地と書かれ（なお、ハチベエは新聞記者の者の字も社と書き違えていた）、ハチベエは3ヶ月の重傷を負わされたと書かれそうになった（圭子曰く「出鱈目記事」）。その直後にも、ハチベエに自転車でぶつかっていた。
長岡 保（ながおか たもつ）
声 - 高城元気
六年四組の児童。愛称は「タモちゃん」。西町の地主の息子。謙虚で、気のいい性格。モーちゃんとは3-4年の頃、同じクラスだった。『ズッコケ三人組の推理教室』では愛猫ゴンベを猫泥棒に狙われる。
両親とも花山第二小学校の卒業で『ズッコケ三人組の学校の怪談』では、このため昔の第二小怪談調査のためにハカセ達が聞き込みに行った。
亀井 政一（かめい まさかず）
六年三組の児童。愛称は「カメちゃん」。五年の頃から放送委員であり、カメラを担当している。『ズッコケTV本番中』にてモーちゃんや五年生を厳しく指導した。
鈴木 忍（すずき しのぶ）
六年二組の児童。放送委員の部長とチーフディレクターを務める。『ズッコケTV本番中』にてモーちゃんに放送機材の操作を教えている。
有本 真奈美（ありもと まなみ）
六年三組の児童。父・秋人が子供会の世話役をしている。また山登りに共に出かけていた。『ズッコケ山岳救助隊』にて、父と弟と共に登山合宿に参加。活発な性格で、通常の山登りではハチベエに引けを取らない。誘拐犯の小屋に立て篭もった際も、鎌を使って意気込むような発言し、ハチベエに疑問に抱かれていた。またハチベエがファミコンソフトで買収されたことも、知っているような素振りを見せている。
有本 一郎（ありもと いちろう）
五年生。真奈美の弟。『ズッコケ山岳救助隊』にて、父と姉と共に登山合宿に参加。山登りではハチベエに引けを取らない。料理は姉より上手いらしい。合宿では姉とはぐれ、斜面で有本親子と引き返した。
中司  幸雄（なかつか ゆきお）
五年生。一郎の友人で、彼の勧めで登山合宿に参加し、その際ガムを貰った。合宿では初日ロッジからの風景を見て、感激していたが、二日目では斜面で有本親子と引き返した。
湯原 恭子（ゆはら きょうこ）
四年一組の児童。道子と同じクラス。両親はブティックを経営し、父が子ども会の世話役をしている。登山合宿に参加するが、母が途中でバテてしまい、戻る羽目になる。
池本 浩美（いけもと ひろみ）
市営アパートに住む五年生。『ズッコケTV本番中』でモーちゃんが例外的に放送委員会を務めた際に頼ってきた後輩の女子。他の五年生同様委員会活動ではあまり出番がなく、モーちゃんに撮影度胸をつけさせるために行った三人組独自のビデオ撮影につきあった。しかしそのために委員会活動をサボることになり、ハチベエが理香にその事情をバラしたことから、委員会で吊し上げに遭う。この出来事からモーちゃんはハチベエに対して激怒し、彼と対立する。
貝原 勇介（かいばら ゆうすけ）
市営アパートに住む五年生。四角い顔の輪郭から、ハチベエに「ゲタ」と呼ばれる。学習塾と剣道に通っている。『ズッコケ妖怪大図鑑』で初登場し、身の回りの怪奇現象を伝える。『参上!ズッコケ忍者軍団』では、“剣の勇介”を名乗った。『ズッコケ家出大旅行』では、ハカセとモーちゃんの置き手紙を預かってそれぞれの家に届けたりと団地の子供の中では、比較的出番が多い。『ズッコケ中年三人組age46』では、宅和先生の葬儀に駆けつけた。
九条 茜（くじょう あかね）
声 - 谷井あすか
四年一組の児童。『ズッコケ三人組対怪盗X』に登場。花山西町に住む道子の友人。ミドリ大学助教授・九条徹（声- 遊佐浩二）を父に持つ。怪盗Xに家宝である名器「楢柴肩衝」を狙われるも、三人組の手により守られるが、Xに誘拐される。
宮下 努（みやした つとむ）
六年四組の児童。『ズッコケ三人組の大運動会』に登場。名古屋からの転校生。2学期に編入。陸上部に所属する兄・学（まなぶ）と共に毎朝トレーニングをしている。ハチベエに比肩するほど足が速く、リレーの選抜、騎馬戦で勝利した。自分のせいで兄のアキレス腱が切れ、選手の道を断念した過去の一件から神経質になっており、学とのトレーニングに誰も近付かれないようにし、三人組が2人のトレーニングを見物していたことをスパイと誤解し、敵対視する。その後、組体操にてハカセが足を滑らせたことによる事故により骨折し、入院。その後、学が三人組とトレーニングしていることを知り、病院から失踪。発見された後は、態度が軟化しており、ハカセの応援をしていた。
徳永 道男（とくなが みちお）
六年四組の児童。『ズッコケ三人組の大運動会』に登場。ハカセとは顔見知り。遠視用の眼鏡を掛けている。同じクラスの高村（たかむら）と共に努のお見舞いにいき、努がハカセのことを根に持っていることを伝える。
松崎 浩司（まつざき こうじ）
声 - 青山桐子
市営アパートに住む五年生。勇介や翼と共に行動している。父親からパチンコを譲り受け、『参上!ズッコケ忍者軍団』では、“つぶての浩司”を名乗った。
中村 翼（なかむら つばさ）
声 - 三橋加奈子
市営アパートの6棟に住む四年生。身軽で、動物の声真似が得意。道子曰く「頼りない」。『参上!ズッコケ忍者軍団』では、“変化の翼”を名乗る。
中村 大輔（なかむら だいすけ）
声 - 松野朋子
翼の弟で二年生。花山団地に住み着く野犬・エスを手懐けている。『参上!ズッコケ忍者軍団』では、“犬飼の大輔”を名乗る。
和泉 信義（いずみ のぶよし）
六年二組の児童。大柄の男子。『参上!ズッコケ忍者軍団』ではハチベエの部隊に加わるが、八幡谷を占拠したドラゴン部隊に事前に襲撃を教えた（教えるように言ったのはハチベエだが）ため、相手に罠をかけるチャンスを作ってしまい、襲撃失敗後脱退する。『ズッコケ三人組と学校の怪談』にも登場し、ハチベエに八不思議の責任を押し付けていた。
志喜屋 守（しきや まもる）
六年二組の児童。やせた男子。『参上!ズッコケ忍者軍団』ではハチベエの部隊に加わるが、信義と共に脱退する。
浜崎 邦男（はまざき くにお）
一年三組の児童。浜崎努の弟。『ズッコケ三人組と学校の怪談』に登場。職員トイレで用を足していたところ、妖怪に遭遇する。
三枝 君子（さえぐさ きみこ）
声 - 松野朋子
六年四組の児童。『ズッコケ三人組と学校の怪談』に登場。放課後に計算ドリルを取りに行ったところ、妖怪に遭遇する。
田中 裕子（たなか ゆうこ）
六年三組の児童。『ズッコケ発明狂時代』に登場。ハチベエの賭けに応じた子供の一人。作中ではハチベエとの電話に登場したのみ。
坪谷 玲二（つぼたに れいじ）
三年二組の児童。『ズッコケ愛の動物記』に登場。飼っていた猫が子供を産んだため、三人組の飼育小屋に預けにきたことをきっかけに三人と知り合う。その後はヘビを飼育したり、自然動物に興味を示すなどハカセと意気投合。六年生が修学旅行に行った際も飼育しようかと提案した。一人称は「僕」。
松浦 朋（まつうら とも）
六年四組の児童。『ズッコケ愛の動物記』に登場。三人組の飼育小屋にジュウシマツを譲る。さばさばした口調で話す。
宍戸 邦子（ししど くにこ）
五年の児童。『ズッコケ愛の動物記』に登場。ハチベエとは知り合いの女子。髪を二つにくくっている。子ネコを譲る約束をするが、小屋に閉じ込めると知り、譲るのを取りやめる。
黒瀬 まゆみ（くろせ まゆみ）
六年三組の児童。小太りの女子。後藤淳子とは仲が良い。モーちゃんとは3-4年の頃、同じクラスだった。母親がダイエットクラブに入会しており、モーちゃんにその事について尋ねられる。
中塚 真衣（なかつか まい）
六年三組の児童。由美子とは友人。三人組に勝坂の怪奇事件について問われる。その後、三人組が坂の周囲を調査した日の夜、一家揃って事件に巻き込まれ、交通事故に遭う。

### 花山第二小学校の教師
花井 伝兵衛（はない でんべえ）
花山第二小学校の校長先生。クラシック音楽を聞くことと洋画の鑑賞が趣味。鶴のように痩せている。事なかれ主義者。ハチベエのことを「ハチスケ」、ハカセのことを「学者」「教授」、モーちゃんのことを「モー太郎」と言い違え、宅和先生に訂正されていた。児童会長選挙に際した山根雄二の策略により、第一小へ謝りに行く羽目になる。卒業式のとき、自分の国の国旗と国歌のみならずたった一人でも在籍している外国人児童のためにその国の国旗と国歌を流す方針に難色を示していたが、宅和先生の説明によるおかげで、理解していた。
長井 孝夫（ながい たかお）
声 - 野島裕史/中原茂(OVA)
六年二組の担当教諭であり体育教師。三人組が三年のときに大学を卒業し、赴任してきた。スマートな風貌で、一組の女子からもファンが多い。宅和先生の一人娘・めぐみに好意を持ち、デートを重ねている。『ズッコケ三人組の未来報告』における三人組の夢、『ズッコケ中年三人組』ではめぐみと結婚している。
尾上 則子（おのうえ のりこ）
4月に赴任してきた新任教師。放送部の顧問を務める。前の学校においても放送部を指導し、全国学校放送コンクールのテレビ部門で優勝させた実績を持つ。既婚者であり、独身時代はオートバイの運転を趣味としていた。
桑野 美幸（くわの みゆき）
大学を卒業したばかりの新任の教師。3組と4組の音楽を担当している。修学旅行で1組の担当になり、宅和先生からアドバイスを貰う。灯台ではハチベエにブラジャーを見られてしまう。ハチベエ曰く「めがね美人だが口うるさい」。
石川 律子（いしかわ りつこ）
一年三組の担任。『ズッコケ三人組と学校の怪談』に登場。トイレで悲鳴を上げ、うずくまっていた生徒を介抱する。
藤川 美千代（ふじかわ みちよ）
四年一組の担任。『ズッコケ三人組対怪盗X』に登場。中年の女性。Xに眠らされ、彼になりすまされてしまう。

### その他
ミドリ
『それいけズッコケ三人組』の第2話に登場。万引き犯の女子中学生2人組に脅され、万引きをさせられそうになっていた女子。前日、モーちゃんと遭遇し、注意されたが、2人がモーちゃんを殴打。翌日万引きを強要されるが、三人組の手により阻止。恥をかかされたことに怒った2人は三人組との喧嘩の末、逃亡。1人残ったミドリはモーちゃんに礼を言って去っていった。
小西 徳三（こにし とくぞう）
『ぼくらはズッコケ探偵団』で起きた殺人事件の被害者。個人金融業を経営しており、従業員も2人下宿させていたが、そのうちの1人が事件の真犯人だった。
細野 久美（ほその くみ）
『ぼくらはズッコケ探偵団』に登場。小西家に雇われていた家政婦の娘で、母とともに同家に下宿。圭子の友人で中学二年生。モーちゃん同様に両親が離婚している。事件を捜査する三人組に協力し、様々な手がかりを与えた。そして最終的な証拠になったのが、彼女の母が保管していた、事件時に割られた窓ガラスの破片だった。
彦田 源二（ひこた げんじ）
『あやうしズッコケ探検隊』で三人組が漂着したむつみ島で暮らしていた老人。島に放たれたライオンによって片足を失い、腹も負傷する。
原作では「36年前まで海軍に所属していたが戦後この島に移って35年間牛を飼っていた」（本書は1980年の刊行）と説明していたが、ドラマ版『ズッコケ三人組2』の第1・2話では「船会社に勤めてたがリストラされて島に移り住んだ」とされ、襲ってきた生物も「ゴリラ」に変更されている。
若林 雪子（わかばやし ゆきこ）
声 - 三橋加奈子/川村万梨阿(OVA)
『ズッコケ時間漂流記』に登場。音楽担当の渋谷先生が産休のため、臨時として赴任した音楽教師。ハチベエが熱をあげる程の美人。その正体は江戸時代の若林六万石の御息女であり、若林家に伝わる時間旅行できる鏡を取り戻すことと、絶滅した血筋を復活させるために時代を行き来していた。三人組を助けた後は鏡を取りもどし、いずこかへと去った。
平賀 源内（ひらが げんない）
声 - 松山鷹志/池田勝(OVA)
『ズッコケ時間漂流記』に登場。三人組が出会った江戸時代の科学者。佐竹に絡まれた三人を助け、保護する。女中のおシノ、炊事係のおキヨ、下男の籐介と四人暮らし。三人組から事情を聞き、彼らに興味を持つ。飛行機や三輪車を伝えられるが、三人組を付けていた千次を誤って殺害、三人組を逃がす。その後牢獄に入れられ、死亡した模様。
佐竹 左門（さたけ さもん）
声 - 永野善一/稲垣悟
『ズッコケ時間漂流記』に登場。南町奉行所の同心。三人組を不審に思うが、源内の口利きにより見逃す。内心では源内を快く思っておらず、三人組をキリシタンと誤解し、付け狙う。
音羽町の千次（おとわちょうのせんじ）
声 - 高戸靖広
『ズッコケ時間漂流記』に登場。佐竹の手下の岡っ引き。佐竹の命令で三人組と源内を偵察していた。屋敷に忍び込んだところ、一足早く感付いた源内の投げた短刀により死亡。
重富 フサ（しげとみ フサ）
『とびだせズッコケ事件記者』に登場。通称「探偵ばあさん」。花山町の大抵のことを知っている老婆。71歳。にせ札犯の誤報をきっかけに三人組と知り合い、様々な情報を教える。終盤ガス中毒により倒れるが、三人組に助けられる。
美津枝（みつえ）
喫茶店・田園のウェイトレス。名字は不明。花山第二小の卒業で、宅和先生の教え子。ハチベエにせがまれ、めぐみの情報を伝える。
矢島 サトシ（やじま サトシ）
『こちらズッコケ探偵事務所』に登場。大川小学校に通う三年生。モーちゃんが誘拐された事件を捜査する際に手がかりとなった男の子。兄弟構成は妹が一人。担任教師は山元 真。
杉野 勝（すぎの まさる）
声 - 小村哲生
『ズッコケ財宝調査隊』に登場。終戦2日前、北京原人の遺骨を運ぶ任務途中での乗機墜落により、当時の奥田家で介抱された元軍人。終戦時の階級は少尉で、墜落機にも同乗していた呑村大尉の部下だった。
堀口 雅晴（ほりぐち まさはる）
『ズッコケ山賊修業中』に登場。ミドリ大学経済学部に通う大学生。21歳。三人組をドライブに誘った際、帰りの山道でくらみ谷を治める土ぐも一族に遭遇。三人組に同行し共にくらみ谷へ連れ込まれる。当初は大人として振る舞いながら三人と脱出を考えていたが、くらみ谷での作業や生活に馴染んだことや、土ぐも様の侍女・シノブと恋仲になったこと等の理由から、くらみ谷に留まった。その後『ズッコケ中年三人組age45』では、くらみ谷を脱出し、シノブと死別して大阪にてホームレス生活をしていた。
ナツメ
『ズッコケ山賊修業中』に登場。土ぐも一族の男衆の頭・クロヌシを父に持つ娘。母は里方の出身で、ハチベエ達四人より20年前、18歳でくらみ谷へ連れ込まれた。12歳。男勝りな性格で、少々口が悪い。三人組を家に開放し、共に生活していた。内心ではハチベエを夫にしようとも考えていた。三人組が脱出を試みて失敗した後も、父やシノブ共々三人組の脱出に協力した。その後、『ズッコケ中年三人組age45』にて里人によるくらみ谷襲撃での死亡が確認された。名は植物の棗に由来。
セミマル
『ズッコケ山賊修業中』に登場。土グモ一族の初老の男。間分（トンネル）を走るトロッコの運転手で、堀口雅晴を雇い入れた。
オオミミ
『ズッコケ山賊修業中』に登場。土グモ一族の老人で、長老衆の頭。
サグリ
『ズッコケ山賊修業中』に登場。土グモ一族の老人。三人組に神事の舞を教え込み、三人組が脱出を試み連れ戻された際にも弁護していた。
アカゲ
『ズッコケ山賊修業中』に登場。土グモ一族の初老の男。母国はアメリカだが、戦争の際に乗機墜落で不時着したことから、くらみ谷に住むようになった。トチという孫がいる。鉄砲の腕前ではクロヌシをも凌ぐ。
スギマル
『ズッコケ山賊修業中』に登場。土グモ一族の少年で、子ども衆の頭。人の良い性格。
オビト
『ズッコケ山賊修業中』に登場。土グモ一族の少年。ハチベエと喧嘩をして、後日の決着を予告するが、ついにその機会はなかった。
モッコク
『ズッコケ山賊修業中』に登場。土グモ一族の少年。自己紹介時には自分の歳を忘れていた。名は植物の木斛に由来。
キキョウ
『ズッコケ山賊修業中』に登場。土グモ一族の少女で、シノブの妹。切れ長の目の美人。名は植物の桔梗に由来。
土ぐも様（つちぐもさま）
『ズッコケ山賊修業中』で三人組が連れ込まれた、くらみ谷を治める土ぐも一族の女帝。脱出を試み連れ戻された三人組に対し、一旦は掟どおりに打ち首の裁定をするが、三人組をくらみ谷に引き込んだこと自体を間違いだったと認めており、三人組が親元に帰れるように取り計らい、処刑前夜のうちにくらみ谷を去らせる。中年三人組の『ａｇｅ45』でこの話の続きが説明され、『山賊修行中』から2年後の夏に彼女は急死（堀口によると心臓発作）、後継者の子供がいなかったことで一族内のシノブを立てようとしたくらみ谷とそれを認めない里の間で惨事が起きた。
川村 一夫（かわむら かずお）
『花のズッコケ児童会長』に登場。正義館道場に通う中学二年生で、津久田達の先輩。ニキビ面が特徴。三人組の前では威張っていたが、舞台度胸は今ひとつ。
宇宙人
声 - 植田佳奈
『ズッコケ宇宙大旅行』に登場。くじら座のタウ星第二惑星よりやってきた少女。名前は地球の言葉に直せないため不明。探査用の宇宙船にゴキブリが大量発生したため、三人組に助けを求める。その実態は体の前部が盛り上がったナメクジ状の生物がヒューマノイドのロボットを操縦していた…と三人組に説明されたが、エピローグでこの事件そのものが銀河系宇宙連盟から派遣された地球調査員の実験で三人組を対象に地球人に生態や心理構造を調べており、実際に困ってたわけではなかった上、少女がロボットなのは本当だが、「正体」とされたナメクジ状の生物も適当に用意された動物（知的生命体ではない）だった。アニメでは仲間と結託しての単なるイタズラ目的でしかなかったが、少女は三人組の勇敢さを認める面もあった。
島田 淡海（しまだ たんかい）
『うわさのズッコケ株式会社』に登場。油絵画壇では五本の指に数えられる人物。気まぐれな性格であり、旅に出ながらも旅先で創作意欲が湧くと、画商に「だるまだより」なる手紙を送り、画商に面倒を見て貰うことにより生計を立てている。漁港で商売をしていた三人組と知り合い、二度ほど無銭飲食をしていたが、画商に「だるまだより」を渡させ、経営不振に陥っていた三人組を救うきっかけとなる。
網本 典子（あみもと のりこ）
『ズッコケ恐怖体験』に登場。ハカセの父の実家がある芦葉町・友の浦地区に住む漁師の娘。

成田 昇（なりた のぼる）
『ズッコケ結婚相談所』に登場。モーちゃんの母・時子に再婚話が持ち上がった際の相手男性。山王銀行ミドリ支店勤務。妻子を交通事故で亡くしている。趣味はプロ野球観戦でひいき球団はファンキーズ（ミドリオークスと同一リーグの弱小球団）。モーちゃんをナイター観戦に誘った際、友人同伴を快諾したことからハチベエやハカセとも会っており、二人からは非常に好感を持たれていた。
草川 大助（くさかわ だいすけ）
『謎のズッコケ海賊島』に登場。江戸時代の海賊はやての陣内の宝を捜し求めていた老人。釣りをしていたモーちゃんに弁当と電車代を恵んで貰ったことから知り合う。モーちゃんにお礼をすると約束するも、競争相手である大部の一味に監禁され、負傷。逃走して花山五丁目の公園に辿りつき、電話で三人組を呼び出し、最期の瞬間に手がかりである書付を手渡す。その直後、三人組が救急車を呼ぶため、花山駅近くまで公衆電話を探しに行っていた間に死亡。一連の事件が解決後遺体が見つかり、親交のあった現地の寺の和尚により葬られた。
大部 忠則（おおぶ ただのり）
『謎のズッコケ海賊島』に登場。東京で鉄鋼会社を経営しているが、その裏では悪事を行っている。「はやての陣内」の子孫を名乗る。一度は書付を草川に売りつけたが、書付を取りもどし、宝を取りもどすため暗躍。草川の死体を運び出した後、手下の長島、中本、手塚と共にケービングクラブと称して、女島の洞穴を探索していた。同じく探索していた三人組を拘束。ナイフを突きつけるなどの脅しをかけるが、三人組は隙を見てボートで脱走。その後は現地の警察により暴力行為として手下もろとも逮捕された。
新谷 敬三（しんたに けいぞう）
『ズッコケ文化祭事件』に登場。花山町二丁目、大川の土手下の木造アパートに住む童話作家。年齢は40歳くらい。東京の出版社から本を1冊出したが、その後は売れていない。

水戸黄門 （みと こうもん）
『驚異のズッコケ大時震』に登場。助さんと格さんを連れて旅をしていた。
未来人（みらいじん）
『驚異のズッコケ大時震』に登場。時間管制局の隊員。時震によりタイムスリップを続け、ジュラ期の時代に落ちた三人組の前に現れた小男。消防署のレスキュー隊員みたいなものと名乗っている。外見は紺色の背広に眼鏡をかけたセールスマンのようだが、姿形も三人組の時代に合わせたという。三人組の歴史的知識の誤解から起こった観念実体化現象を消して回り、事の成り行きを話した後、元の時代に帰した。
桐生 寿美子（きりゅう すみこ）
『大当たりズッコケ占い百科』に登場。花山中学校一年。弘子の友人。登校拒否児童。レイコン占いを得意とする。弘子とは栄光塾からの仲で、被害妄想から、影に恐怖心を抱いていたが、彼女に体を貸すことにより、心を落ち着かせていた。
有本 秋人（ありもと あきと）
『ズッコケ山岳救助隊』『ズッコケ家出大旅行』に登場。花山商店街でおもちゃ屋を経営している。子供は前述の花山第二小学校六年生の真奈美と、同じく五年生の一郎の2人がいる。子ども会の世話をしており、『ズッコケ山岳救助隊』では登山合宿の提案及び引率者として活躍する。その際、ハチベエら三人をファミコンソフトで買収した。
『ズッコケ家出大旅行』にも登場しており、家出した三人組の行方をインターネットを利用して探し出した。またデザインが大きく異なっていた。
大村 みゆき（おおむら みゆき）
『ズッコケ山岳救助隊』に登場。八雲県羽衣市に在住。父・益次はスーパーを経営している。学校のプールに行く最中、誘拐され八方山の山小屋に監禁され、足に手錠をかけられていた。遭難した三人組と真奈美が近くに来ていることを知り、助けを求める。その後は、モーちゃんの尽力により手錠を外され、無事に保護される。
種田 要一（たねだ よういち）
『ズッコケ山岳救助隊』に登場。八雲県羽衣市で小さな会社を営んでいた男性。借金の返済に困り、同じ羽衣市でスーパーをしている大村益次の一人娘・みゆきを誘拐。山小屋に監禁する。身代金を要求したが、急に恐ろしくなり、みゆきを開放することにしたが、帰り道に車ごと土砂に埋められてしまう。その後、三人組と真奈美、みゆきの五人に助けられる。
権九郎（ごんくろう）
声 - 乃村健次
『ズッコケ妖怪大図鑑』に登場。別名権九郎ダヌキ。巨大な化けダヌキで、現在の花山団地に当たる花山村の裏山を領地としていた。
家来のタヌキを率いて村人に悪さをしていたが、元禄時代の頃、花山村にて村人に退治された。生前は妖術を巧みに扱っていたため、火葬の後、首と胴体を切り離し、首の骨は花山神社に、胴体の骨はごくろう塚なる石碑にそれぞれ封印された。花山団地旧館の老人たちにより掘り起こされ、復活する。
清末（きよすえ）
声 - 高塚正也
『ズッコケ妖怪大図鑑』に登場。元中学校長。
関本 好子（せきもと よしこ）
『夢のズッコケ修学旅行』に登場。宅和学級に付き添ったバスガイド。卒業生ではないが、バス内にて花山第二小学校の校歌を披露した。
国枝 正太郎（くにえだしょうたろう）
『夢のズッコケ修学旅行』に登場。八雲県“古墳の里”資料館の館長であり、考古学者。ハカセが尊敬している。修学旅行では単身会いに来たハカセに未だ学会に発表していない土笛を見せ、自書にサインを送った。
内藤 省吾（ないとう しょうご）
『夢のズッコケ修学旅行』に登場。売り出し中のアクションスター。ロケ中に、女子の頼みでサインをもらいに来たハチベエをスカウトし映画に出演させる。圭子曰く「気難しく女嫌い」。
ジャクリーヌ
『ズッコケ三人組の未来報告』で登場。モーちゃんの奥さん。24歳にして、小柄で、フランスに居た時に結婚したフランス人女性。3人とともにミラクルホテルのボーイに化けてジョン・スパイダーこと長嶋崇の部屋に一緒に潜入した。なお、この物語はハチベエが見た夢という設定になっており、ハカセとモーちゃんの見た夢とは全く違うところがあった。
怪盗X（かいとうエックス）
声 - 原田大二郎
怪人二十面相をモチーフにした怪盗で、本作の黒幕。変装が得意で事件発生後、現場に「X」のカードを置き去る。
正体は謎に包まれているが、『ズッコケ怪盗X最後の戦い』で正体がほぼ明らかになる。最終的に改心するが『ズッコケ中年三人組』で再び3人の前に現れる。
権藤 猛（ごんどう たけし）
声 - 大川透
稲穂県警本部捜査一課の係長。『ズッコケ三人組対怪盗X』『ズッコケ怪盗Xの再挑戦』『ズッコケ怪盗X最後の戦い』に登場。怪盗Xの捜査を担当する。三人組が関わることを快く思っていない。
音羽（おとわ）
稲穂県警本部捜査一課の警部補。勝平とは中学の同期。『ズッコケ三人組対怪盗X』『ズッコケ怪盗Xの再挑戦』『ズッコケ怪盗X最後の戦い』に登場。恰幅の良い体格をしている。Xに変装されるが、勝平にはばれてしまう。
宮下 学（みやした まなぶ）
『ズッコケ三人組の大運動会』に登場。努の兄。中学二年生。陸上部に所属し、100m走を12秒台の記録を残している。物語の一年前に努と浜辺で相撲を取った際、アキレス腱を切ってしまい、タイムが下がったために選手としての道を断念している。モーちゃんと努の口論を見た後、三人組と浩の秘密特訓に付き合った。
安藤 勝彦（あんどう かつひこ）
『参上!ズッコケ忍者軍団』に登場。圭子の従兄弟。花山第一小学校五年生。友人がドラゴン部隊の隊員であり、三人組率いる忍者部隊に部隊の情報を伝えた。
森 茂男（もり しげお）
声 - 野島裕史
『参上!ズッコケ忍者軍団』に登場。花山中学校の二年生。花山第一小学校の子供を集めて、ドラゴン部隊を結成し、八幡谷に秘密基地を作りコンバットごっこに興じていた少年。近づいた勇介らをエアガンやガスガンで撃っていた。後に抗議に向かった三人組に戦争を持ち掛ける。一度目はハカセとモーちゃんを捕虜にした上、衣服を脱がして解放する辱めを与えた。二度目は三人組らが様々な事前の工作（銃のケースの鍵の入れ替え、下剤入りのラーメンなど）をしたことにより部隊は敗北した。
アニメでは、名前が森本（もりもと）に変更。人に向けるには危険が伴うことから部隊の主力武器も水鉄砲、カラーボール等に変更されている。三人組率いる花山忍者隊に追い詰められるも、最後まで秘密基地に固執するが、基地が落雷により瓦解した。なお、作者の別作品である「ぼくらは海へ」にも同姓同名の別人が登場する。
片山 健作（かたやま けんさく）
声 - 高戸靖広
『参上!ズッコケ忍者軍団』に登場。ドラゴン部隊の一員。花山第一小学校の六年生。駅前「すみれ塾」に通っており、陽子や由美子とはクラスメート。常に茂男の隣にいる、ハカセとモーちゃんを捕虜にした際、下着を没収することを提案した。陽子からも「嫌なやつ」との評価を受けていた。反面お調子者の性格から陽子達に部隊の情報を伝えてしまう。
アニメでは名前が曽根（そね）に変更。陽子らと知り合いではないが、秘密基地を案内し、情報を伝えてしまう。
木島 義文（きじま よしふみ）
『ズッコケ三人組のミステリーツアー』に登場。ミドリ旅行社の社員。10周年記念のミステリーツアーを企画し、10年前に行われた団体ツアーと同じ客を招待した。しかし過去にその時の客の1人、田沼に姉を自殺に追い込まれており、その復讐のために田沼を殺害。ツアー終了後、事件の手掛かりを知るハチベエを呼ぶが、ハチベエが急遽思い出したことと尾行していた警官により、検挙された。
藤崎 和子（ふじさき かずこ）
『ズッコケ三人組のミステリーツアー』に登場。ミドリ旅行社の社員。木島とは恋人同士で、木島のプランに協力。バス内では客に睡眠薬入りの飲み物を飲ませたりしていた。木島の田沼殺害の際には、現場に居合わせたハチベエを昏倒させる。
川本 さやか（かわもと さやか）
『ズッコケ三人組のミステリーツアー』に登場。袋町小学校六年一組の児童。合唱クラブに所属。両親と一緒にミステリーツアーに参加する。ハチベエと10年前に同じツアーで会っており、度々ちょっかいを出されていた。
田沼 貴俊（たぬま たかとし）
『ズッコケ三人組のミステリーツアー』に登場。小さな店「ブラックエイト」（何を扱っているかは不明）を営む男性。年齢は50近く。10年前にもツアーに参加、その亡くなった招待客の1人・国本と派手な喧嘩をしたことから、犯人ではないかと目されていた。過去に木島の姉から詐欺まがいのやり口で財産と土地を巻き上げた前科があり、木島から恨まれていた。木島に殺害される。
西条 昌昭（さいじょう まさあき）
『ズッコケ発明狂時代』に登場。真之介の部下。機械いじりや工作が好きで、市内の発明教室に通っている。ハチベエとモーちゃんの発明（ラジオ付きのこうもり傘、目覚まし時計内臓枕）にアドバイスをした。
植島（うえしま）
『ズッコケ愛の動物記』に登場。ハチベエたちが「花山動物園」（入場料100円。入場料金はハチベエが定めた）と称してこっそり動物たちを飼育していた駅の裏にある空き家の工場の管理人。土地の売却が決まり、ハチベエたちに1週間以内での立ち退きを命じた（本人曰く「本来なら直ちに動物を連れて出て行ってほしいと言いたいところだがそれではあんたたちも困るだろう。そこで、土地の契約が終わるまでに時間をあげるから、その間にみんなよそに移すんだよ。もし約束を果たせなかったら、生き物はこちらで処分するよ。」とのこと）。サングラスをかけた老人。
西村（にしむら）
『ズッコケ愛の動物記』に登場。駅の裏の工場の土地を買った。立ち退きを命じた後、「ま、一週間もあれば大丈夫だろう」と言っていた。
古川 清（ふるかわ きよし）
『ズッコケ三人組と死神人形』に登場。雪山のペンション・青が森山荘のオーナー。サラリーマン時代はハカセの父の部下だったが、3年前に脱サラし、ペンションを経営している。冬休みに三人組を招待するが、その裏ではペンションをペンションに融通した企業家・辰巳の高跳びに共謀し、車庫に放火し、宿泊客を拘束した。事件解決後は妻・登志子（としこ）と共に自宅に放火した容疑で逮捕された。
辰巳 陽一郎（たつみ よういちろう）
『ズッコケ三人組と死神人形』に登場。妻・里美（さとみ）と共に青が森山荘に泊まったミドリ市の企業家の老人。古川のペンションに資金を融通した、一見陽気な老人だが、過去にあくどいやり方で金を儲けており、背任罪の容疑をかけられていた。宿泊中、外国へ高跳びするために古川夫婦に協力を要請し、初日の夜に人骨1体を用意し、妻が車庫に放火を指示したあとに姿を眩ませ逃亡。しかし2日後に乗用車がスピード違反をしたため、そのまま逮捕された。
若森 礼奈（わかもり れいな）
『ズッコケ三人組と死神人形』に登場。東京から来た女子大生グループのリーダー格。通称「レナ」。ロングの長髪の美女だが、その正体はある組織から差し向けられた殺し屋であり、掟に背いた栗林に死神人形を送りつけ、宿泊中に殺害。それに薄々気付いていた親友の北村佐代子（きたむら さよこ）も殺害。最期は証拠隠滅のために青酸カリを飲んで死亡。その死は三人組に傷跡を残した。
栗林 健二（くりばやし けんじ）
『ズッコケ三人組と死神人形』に登場。カメラマン。酒癖が悪く、嫌味な性格で助手の南原 浩太（なんばら こうた）を怒鳴ったり、女性陣をからかったりしていた。その一方で懐疑心も強く、死神人形について独自に調査したりしていたが、礼奈により殺害された。
キャサリン有村（キャサリン ありむら）
『ズッコケ三人組ハワイに行く』に登場。ハワイ旅行ツアーに参加した三人組が、現地で出会った少女。父はジャック有村（じゃっく ありむら）で、自由時間中に道に迷っていた三人組を、宿泊ホテルまで送り届けた。祖父はマイケル有村（まいける ありむら）で、その両親（有村茂三郎・田浦房）は花山町の出身でもあり、房は花山町で八百屋を営む八谷良吉の婚約者だったが、茂三郎の方を気に入って駆け落ちして2人で移民したという過去を持つ。またエイミーという従姉妹もいる。

藤本 恵（ふじもと めぐみ）
『ズッコケ海底大陸の秘密』に登場。タカラ町の港の近くの古い家に両親と兄と住む少女。父・剛（つよし）が海底の三角岩付近で行方不明となり、知念老人の別荘を捜索しようとした所を三人組が合流。海底人と接触し、海底の国に行くことになる。そこで父と再会する。
知念 耕作（ちねん こうさく）
『ズッコケ海底大陸の秘密』に登場。元は世界的な実業家の老人。タカラ町の海岸沿いに別荘を建てて生活している。海岸に誰も寄せ付けないうにし、その実態は過去に海底人と交流し、陸上の世界を「見守る人」として派遣された人間の1人である。三人組と恵を案内した。
安城 マリヤ（あんじょう マリヤ）
『ズッコケ海底大陸の秘密』に登場。「見守る人」の両親を持ち、海底に留学している女性。海底の学校で陸上の人間達のことを教えている。三人組と藤本父子が記憶を消され、花山町に戻った後は、花山第二小学校にてニューヨーク在住の日系のアメリカ人マリヤ・アンジョウとして派遣され、英語教師となる。
倉重 満子（くらしげ みつこ）
『ズッコケ三人組のバック・トゥ・ザ・フューチャー』に登場。花山商店街にある仏具展の娘。ハチベエとは知り合いで中学一年。目が大きい（ナレーションからも「出目金女」と呼ばれている）。駒沢民の手がかりについて、ハチベエに伝えた。アニメでは圭子が担うため、未登場。
駒沢 民/小林 民（こまさわ たみ/こばやし たみ）
声 - 菊池志穂
『ズッコケ三人組のバック・トゥ・ザ・フューチャー』に登場。ハチベエや圭子が一年の頃の遊び友達で年齢は一つ上。ハチベエのニックネームを名づけた人物。父・護（まもる）（声 - 永野善一）がひき逃げ事件を起こし、偶然とはいえ幼いハチベエがそれを目撃し通報したため、引っ越すことになってしまう。ハチベエのイメージでは大人しい人物だったが、再会した際は溌剌とした性格になっていた。原作ではその後両親が離婚し母親に引き取られ、小林姓となるが、アニメでは事件がきっかけで父親も立ち直り、両親と共に暮らしている。立ち直るきっかけを与えたハチベエに感謝の意を述べていた。
津田 経子（つだ きょうこ）
『ズッコケ家出大旅行』に登場。大阪・天王寺にて父・扇蔵とホームレス生活を送っている女子。12歳。大阪に家出し不良に絡まれた三人組を助け、ホームレス生活に誘う。三人組がミドリ市に戻った後、心境の変化があり、父の勧めで施設に移った。『ズッコケ中年三人組age45』にて再登場。堀口雅晴の行方の証人となった。
結城 五郎（ゆうき ごろう）
声 - 宇垣秀成
『ズッコケ芸能界情報』に登場。芸能プロダクション「結城アーティスツ」の代表取締役社長。元俳優であり、ハチベエの資質を見出しスカウトするが、俳優デビューまでこぎつけるが、その直後に事務所が経営不振により消滅する。
浜田 富雄（はまだ とみお）
『ズッコケ愛のプレゼント計画』で登場。菓子屋「メルシー」の店主。手作りチョコ講習会を主催し、ハチベエにその宣伝を依頼した他、三人組を審査員に採用した。
吉本 真理子（よしもと まりこ）
『ズッコケ愛のプレゼント計画』に登場。菓子屋「メルシー」主催の手作りチョコ講習会に参加した年配女性。講習会の途中で心臓発作により病院に搬送されるが、ほどなく回復。その際のお詫びとして、バレンタインデー当日には三人組を自邸のホームパーティーに招待する。夫とは3年前に死別しているが、孫は四人いる。
深町 さくら（ふかまち さくら）
『ズッコケ愛のプレゼント計画』に登場。花山第一小学校の六年生で、ショートヘアとキューピーに似た顔だちが特徴の少女。三橋さやか（みつはし さやか）や高畠のぞみ（たかはた のぞみ）とトリオを組み、三人で手作りチョコ講習会に参加。ハチベエとは知り合って早々に意気投合し、バレンタインデー当日にも三人の連名で彼を招待する。ハチベエの都合がつかなかったためにその招待は断られるが、ハチベエの家に三人で手作りチョコを届けた。三人のうち、のぞみは白百合女学院に進学予定だったが、自身はさやかとともに花山中学校に通う予定で、そのことを語ったさやか共々ハチベエと同窓になることを楽しみにしている様子だった。
柴田 徹（しばた とおる）
『ズッコケ三人組の卒業式』に登場。詐欺の常習犯。50歳。元一郎が住むアパートの隣棟に住んでいる。彼の隣家に住むショッピングセンター・ミタヤの社員である屋島忠明（やしま ただあき）を唆し、顧客名簿のコピーを入手して、ミタヤに買い取らせようとした。しかし隠しておいた場所が花山第二小学校の裏庭だったために、タイムカプセルを埋めようとした三人組に発見され、情報流出が露となり始め、屋島が悪事を白状。焦った柴田は、探っていたハチベエを監禁し、ハチベエのワインを飲み身代金を奪い逃走を図ろうとしたが、屋島が警察の捜査の協力要請に加担したため、あっけなく警官に捕まり、事件は2時間で解決した。
なお、公表されることはないであろう情報流出事件はこの誘拐事件勃発により、一部始終がマスコミによって報道された。そのことでハチベエと宅和先生は翌日校長に叱られた。
屋島忠明（やしま ただあき）
『ズッコケ三人組の卒業式』に登場。柴田の隣に住んでいる。悪事を話していたことから柴田の逮捕に協力した。逮捕後、緊張した声が響く中、ハチベエに、「誘拐犯はもう捕まえたよ」と言った。

## 花山町
本作の主な舞台。ミドリ市西方の山手に位置する。大川を隔てて東側に大川町があり、電車道を境にして住宅・商店が多い北大川町・町工場の多い南大川町に分かれていると『こちらズッコケ探偵事務所』に記述があるが、地図では電車は国鉄・市電双方ともに北大川町内を通過しており、かなり南に大川町内の南北境界線がある。
単行本の見返しにこの花山町の全景を描いた地図が掲載されていて、以下「地図」とあるのはこれを指す。

### エリア区分
厳密には「花山町」は花山駅を中心にした一帯（1-5丁目）を指し、花山上町・花山中町・花山西町は含まないが、普通はまとめて「花山町」と呼ばれている（なお、初めて詳しく説明している『こちらズッコケ探偵事務所』内では「花山北町」という区域も狭義の花山町の北にあると説明されてたが、「地図」には未記載。）。
花山上町
最も山手（花山駅から見て西側）に位置し、荒井陽子や榎本由美子の家がある。付近に、柳が池、お化け屋敷もある。
花山中町
地図では狭義の花山町の北東方向にあるが、『ズッコケ愛のプレゼント計画』によると「北どなりにある町」とされており、全土が花山第一小学校の学区だという。
正義館道場という柔道の道場がある。国鉄（JR）の線路が通っていて、無人踏切と大川を渡る鉄橋がある。また狭義の花山町との境界に八幡宮の神社があり、ここの谷が『参上！ズッコケ忍者部隊』の主な舞台となった。
花山西町
町名においては西町で『こちらズッコケ探偵事務所』内でも「（狭義の花山町の）西に隣接する」とあるが、「地図」の方角によれば花山町の最南部に位置し、東西で言っても東側の方にある（東隣の別の大字「南大川町」に直接面している）。
花山一丁目
ハカセやモーちゃんが住む市営アパートがある。一角は花山商店街の一部を成し「八谷商店」もここである。
花山二丁目
大川沿いのエリア。市電が通る。
花山三丁目
花山第二小学校や妙蓮寺がある。
花山四丁目
安藤圭子の家や花山公園がある。『ぼくらはズッコケ探偵団』で三人組が捜査した事件の現場でもある。
花山五丁目
花山町の中心に位置し、花山駅、交番、アカツキ書店、大井印刷、土屋外科病院などがある。

### 施設・建物
ミドリ市立花山第二小学校
ハチベエ、ハカセ、モーちゃんらが通う小学校。北校舎、中校舎、南校舎の3つの校舎からなるが、呼称と異なり東西に並んでいる（北校舎が西、南校舎が東側、北西・南東などではなく完全に東西。）、この矛盾については『ズッコケ三人組と学校の怪談』内で説明がある。
なお、花山第二小学校だが花山第一小学校と設立は同年であり、『ズッコケ三人組と学校の怪談』内でこれに疑問をもったハチベエがそれぞれの出身の両親（父→第二、母→第一）に質問したが二人にも分からず、謎のまま終わった。
花山市営アパート
花山一丁目にある、1号棟から6号棟まである市営のアパート。2号棟にモーちゃん、3号棟にハカセがそれぞれ住んでいる。
妙蓮寺
花山第二小学校のすぐ近くにある寺院。境内に桜が植えられているが、和尚さん曰く「毎年くるい咲きをする」とのこと。
花山駅
国鉄（JR）の駅。市電との乗り換え駅。花山町の中心、花山五丁目に位置する。
単行本見かえしの花山町地図では花山団地のほぼ真南にあるが、初期の『それゆけズッコケ三人組』では「花山団地のそばをはしっている国道を西に向かって十分くらい歩くと、国鉄花山駅に出る。」と説明があった。
土屋外科病院
花山駅のすぐ近くにある比較的大きな病院で「土屋外科」「土屋病院」とも呼ばれている。花山町内での怪我人は大抵ここに収容される。『ぼくらはズッコケ探偵団』で交通事故にあった安藤圭子が入院したのが初出、ハカセも『こちらズッコケ探偵事務所』にて虫垂炎で入院、『ズッコケ三人組の大運動会』で練習中のケガ人が向かうなど登場人物たちに何度も利用されてたが、『ズッコケ脅威の大震災』では被災で炎上して機能できなくなり、被災を免れた中町に最近できた桑山外科に患者が集められていた。
花山商店街
国道の東側に広がる商店街。ハチベエの両親が経営する八百屋「八谷商店」を始め、おもちゃ屋、薬屋、本屋など、多くの店が並ぶ。
花山新宿（花山銀座）
駅の北部（「地図」では北西部）に広がる小規模な飲食店が多いごみごみした繁華街の俗称、『ズッコケ（秘）大作戦』で初登場。
正義館道場
花山中町の大川の土手下にある柔道の道場。第二小6年4組の津久田茂らが通っている。『花のズッコケ児童会長』に登場し、その話では皆本章も通っていたがすぐに音を上げ、3ヵ月で退会する。
風月堂
デパートの隣にあるお菓子屋。遠山月太郎という中年の男が経営する。同じ菓子屋で近所に店を開くメルシーに対抗する。『とびだせズッコケ事件記者』に登場する。『ズッコケ中年三人組』ではすでに閉店。
メルシー
市電通りにあるお菓子屋。同じ菓子屋で近所に店を開く風月堂に対抗する。『とびだせズッコケ事件記者』に登場する他、『ズッコケ愛のプレゼント計画』では、手作りチョコ講習会が開催された。『ズッコケ中年三人組』では残存しているものの経営は思わしくない。
花山公園
花山四丁目にある公園。敷地の半分が野球場、あとの半分が遊び場になっており、花山町内の子どもがよく利用する。『ぼくらはズッコケ探偵団』で初登場。

## その他の舞台
基本的に架空のものに限り、東京や大阪など話の舞台になっても実在の町はここに掲載しない。
タカラ町
ハチベエ(八谷良平)のおじ(松山市で不動産経営)が住んでいる。佐田岬半島の付け根にある。『あやうしズッコケ探検隊』では、ここから出た3人を乗せたボートが遭難し、下記のむつみ島に漂着した。
むつみ島(ガイコツ島)
『あやうしズッコケ探検隊』で3人を乗せたボートが漂着した。島に1人だけ住んでいる老人によると、国東半島の東20kmにあるという。
女島・男島・牛島
いずれも『謎のズッコケ海賊島』に登場する島。ミドリ市から海水浴場もある牛島に連絡船が出ているが、そのうち一日に2本だけ女島によるものがある。（男島は無人島で定期船はない）
女島は漁師町や浄土寺という寺院があり、3人が来る5年前、草川大助が暗号を読み、洞窟に進んだところ、遭難したが、幸い、若い者たちに助けられたという。住所は稲穂県牛島町女島。牛島町の学校の分校がある。
ハチベエ(八谷良平)は、3つの島の命名を牛島→牛が寝ているようだから、女島→2つの山が乳房に見えるから、男島→女島の対だからだといってたが真偽は不詳。

## 舞台のモデル
| 名前                     | 実際の場所         | 備考                                             |
| ------------------------ | ------------------ | ------------------------------------------------ |
| 稲穗県                   | 広島県             | 那須正幹の故郷                                   |
| ミドリ市                 | 広島市             | 〃                                               |
| 花山町                   | 西区己斐           | 〃                                               |
| ミドリ駅                 | 山陽本線広島駅     |                                                  |
| 花山駅                   | 山陽本線西広島駅   | 駅から上り方向の山陽本線が若干南寄りになっている |
| 市電                     | 広島電鉄本線       | 作中では宮島線がない                             |
| 花山デパート             | ひろでん会館       | 2018年3月に閉店                                  |
| ミドリデパート           | そごう広島店       |                                                  |
| 三角デパート             | 福屋八丁堀本店     |                                                  |
| 大川                     | 太田川放水路       | 釣りシーンが多い                                 |
| ミドリ市立花山第二小学校 | 広島市立己斐小学校 | 那須正幹の出身校                                 |
| 花山神社                 | 旭山神社           | 町の氏神として描かれている                       |
| ミドリ市公会堂           | 広島市公会堂       | 現広島国際会議場                                 |
| ミドリ市民球場           | 広島市民球場       |                                                  |

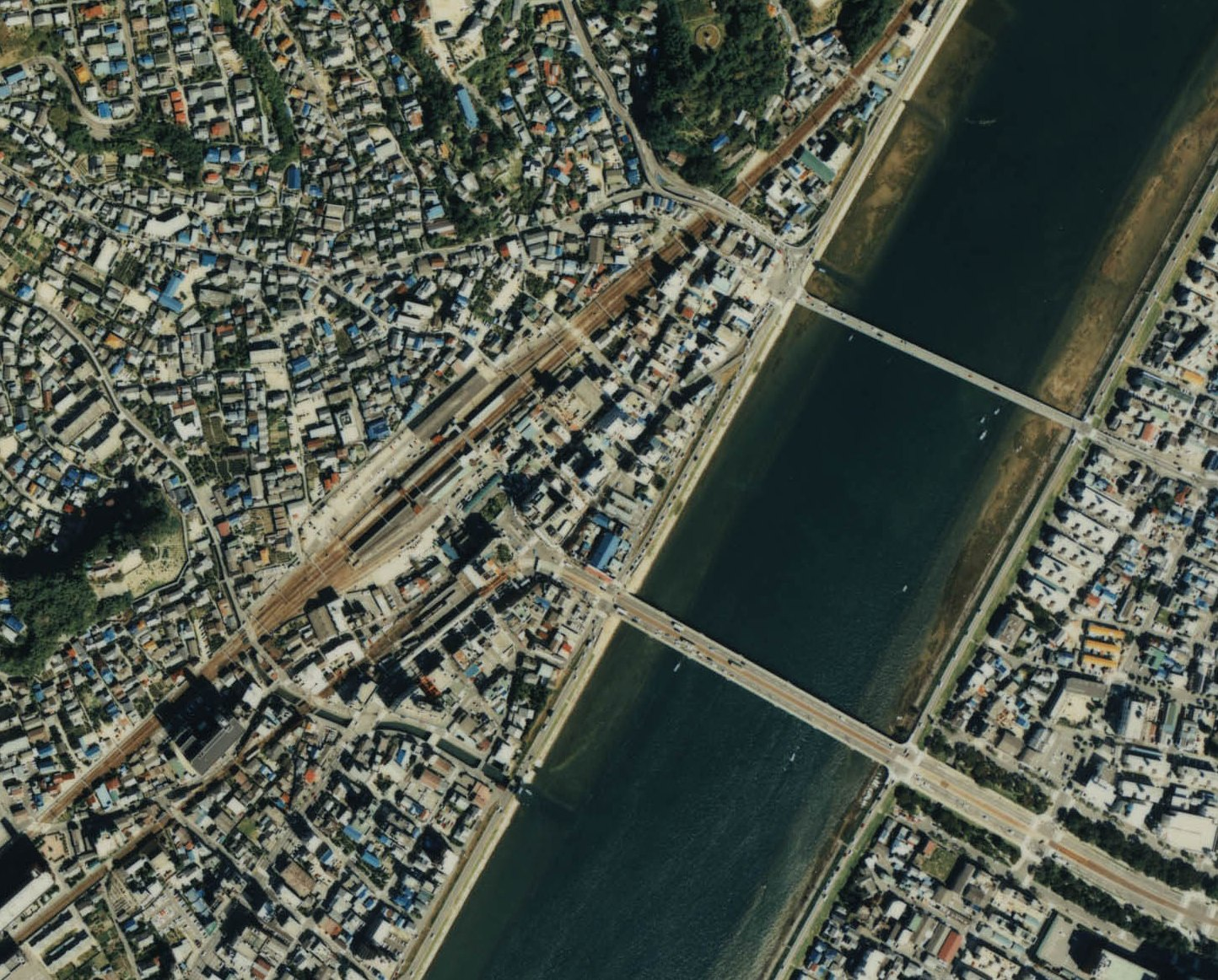
1988年。西広島駅と太田川放水路。写真左側が己斐地区にあたる。

花山町のモデルが己斐であることは那須自身が明かしており、広島市の広報紙でも紹介されている。那須によると、ミドリ市のモデルは「もう完全に1960年代の後半の広島、人口もちょうど60万人ぐらいになるかな、あのころの広島」であるという。設定上のミドリ市も区政はしかれていない。
なお、同じ那須作品の『7人きょうだい6人目（旧題：123456）』にもミドリ市が登場しているが、「宝町」という別の大字地域が舞台となっている。
駅などはミドリ市のものが広島市のものを置き換えて登場している（例としてミドリ駅は新幹線の止まる駅で、東京まで894キロの距離という記述など）が、劇中設定では「広島市」は「ミドリ市」と別に存在しており『ズッコケ時間漂流記』の終盤、広島市の原爆投下話の直後に別の都市としてミドリ市が出てくる。
広島以外の中国地方各地の地名も、回によっては実際とは違う地名に変えられている場合がある。例えば、岡山県→岡島県、鳥取県→鳥山県、島根県→八雲県、倉敷市→倉橋市・倉田市など。またNHKも同様である。
なお、地方が舞台であるものの、登場人物のほとんど全員が共通語を話し、広島弁を話す人物は登場しない。

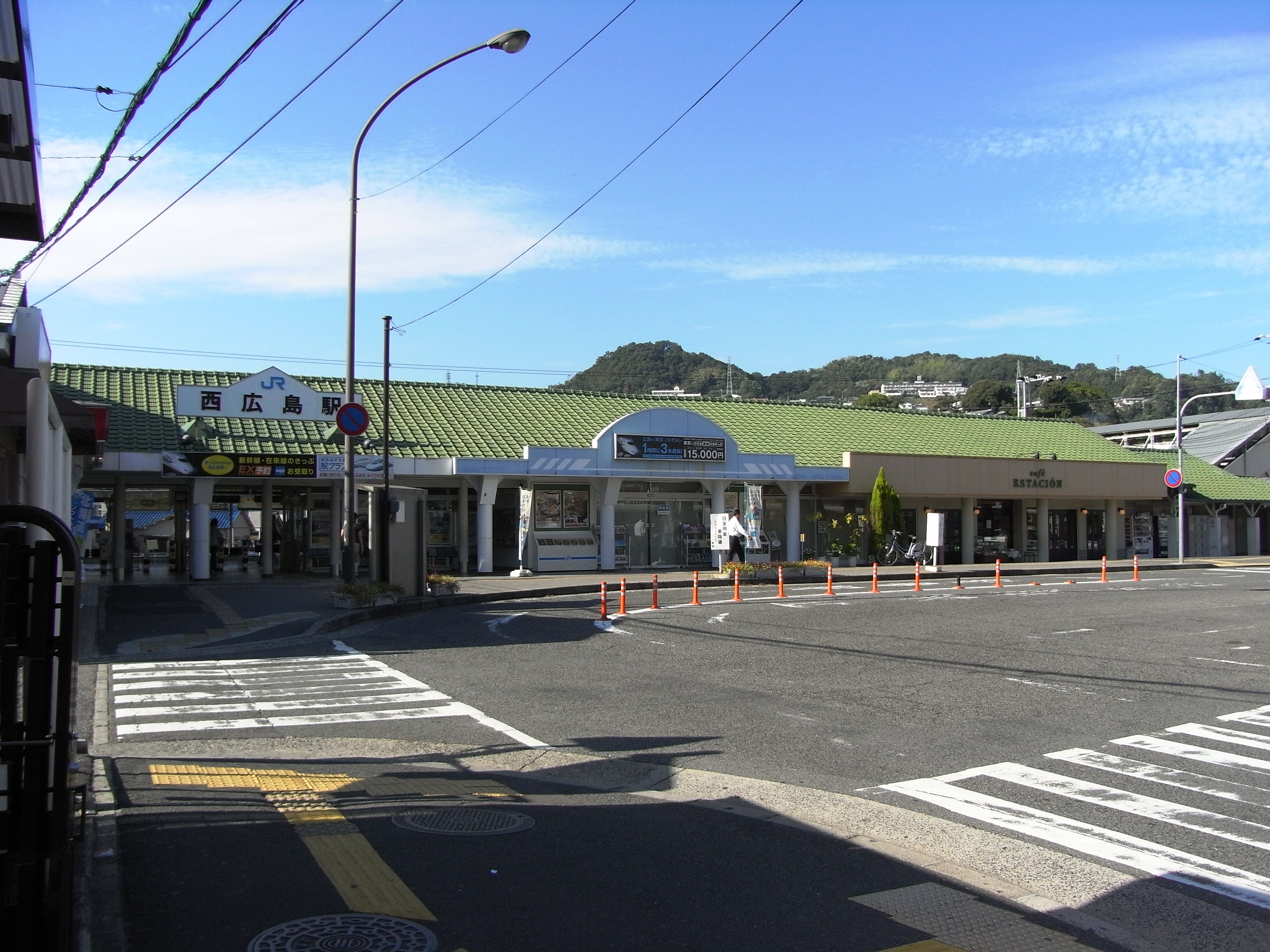
西広島駅
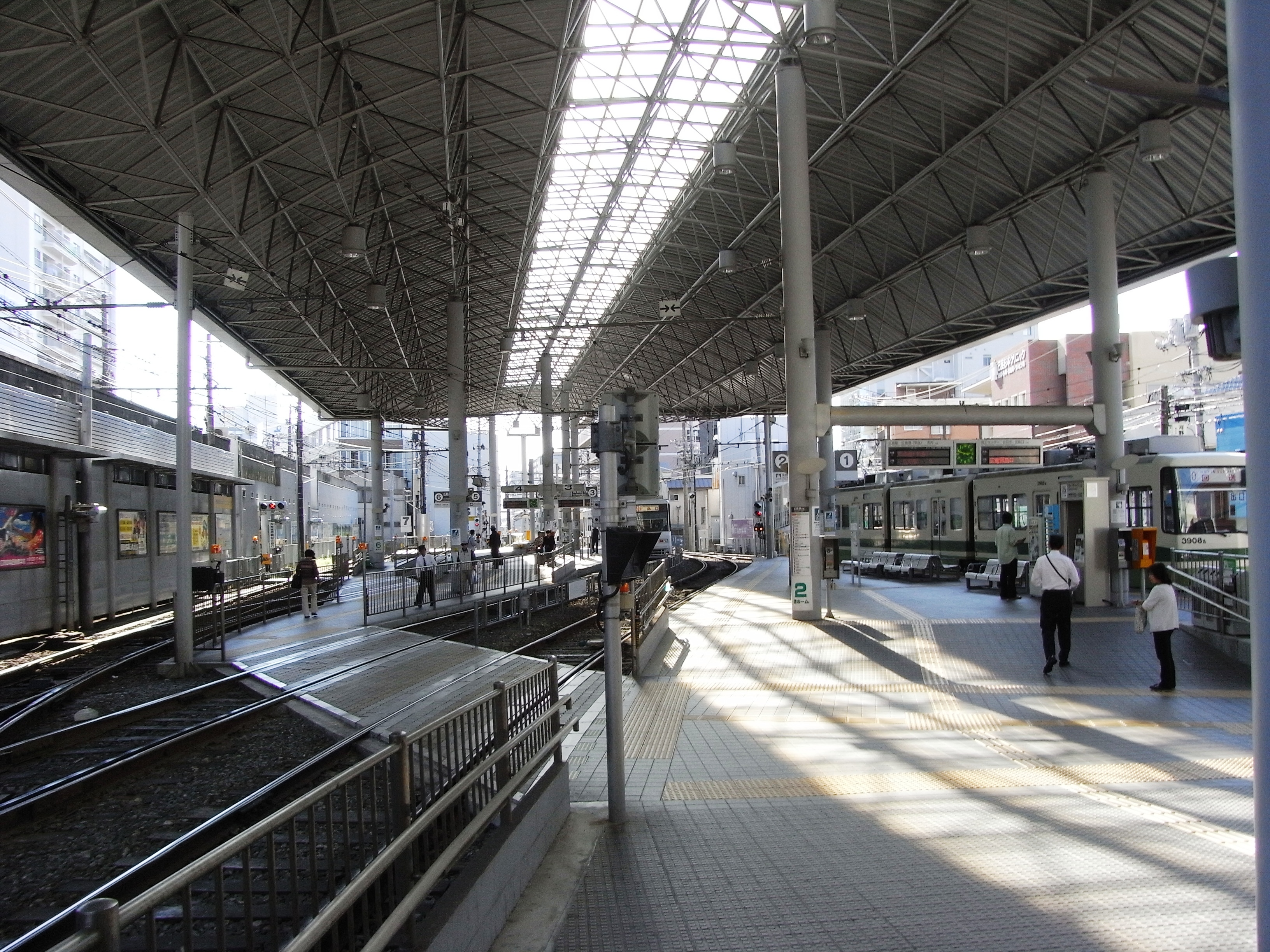
広電西広島駅（広島電鉄本線終点）
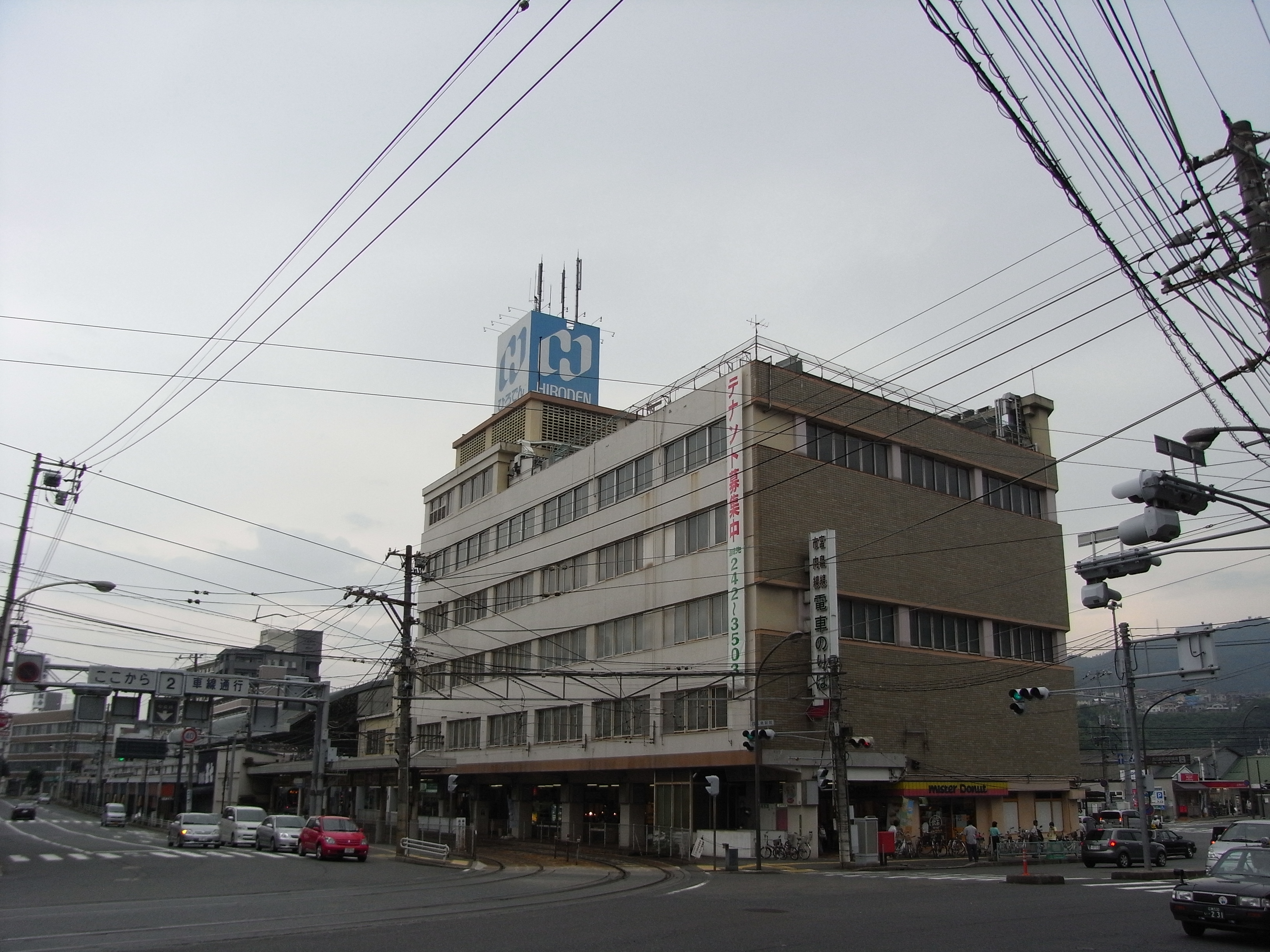
ひろでん会館
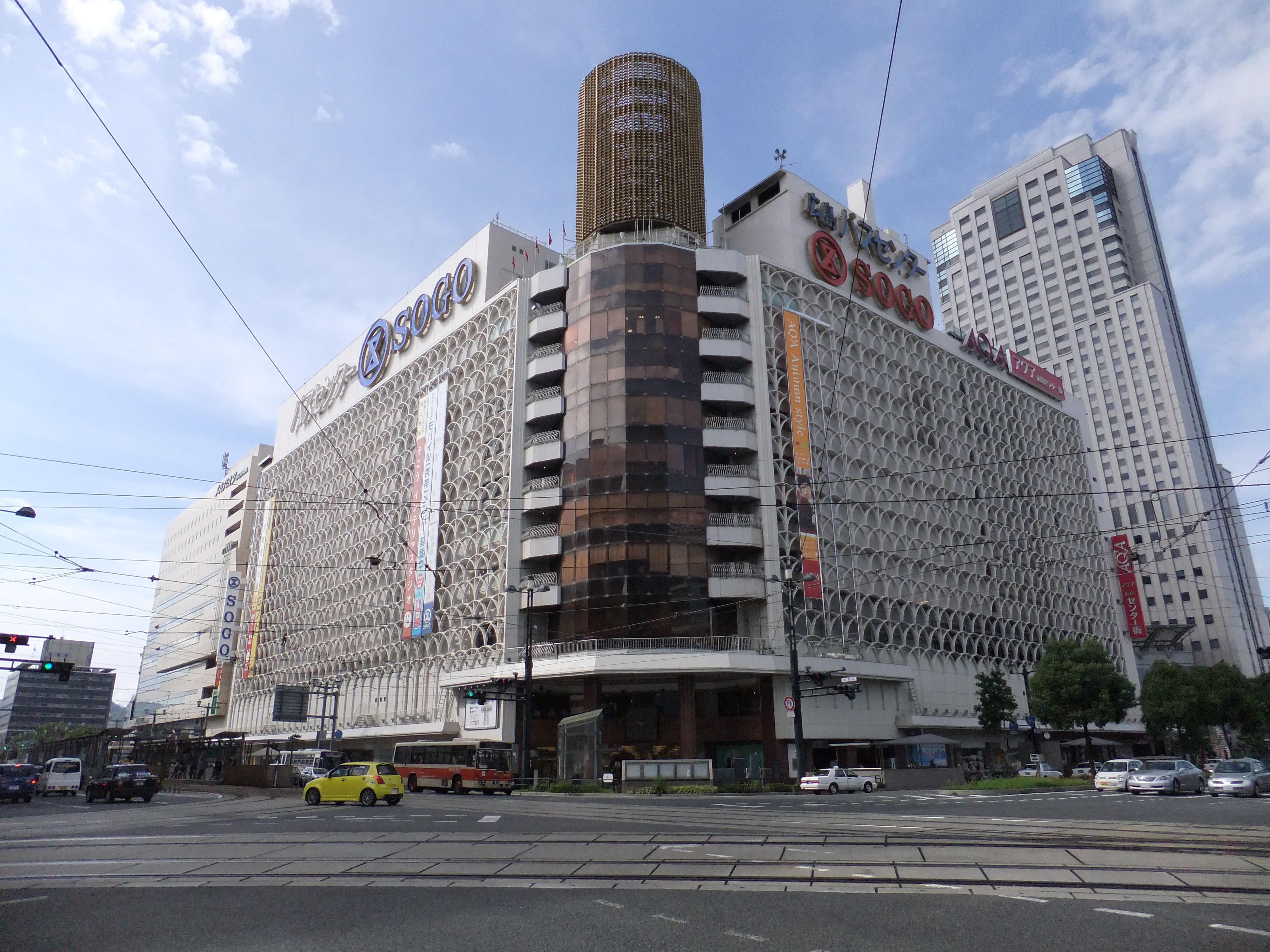
そごう
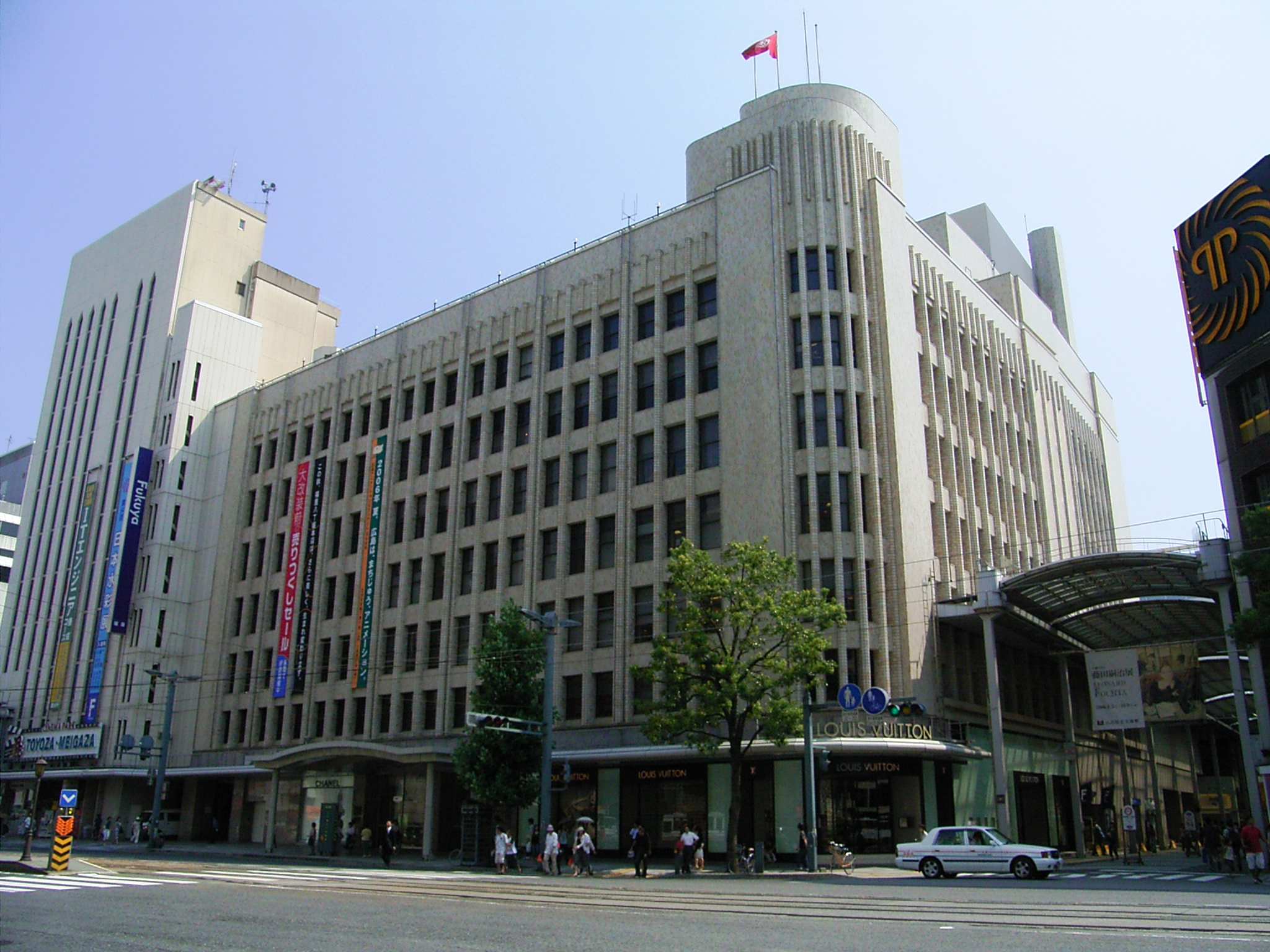
福屋
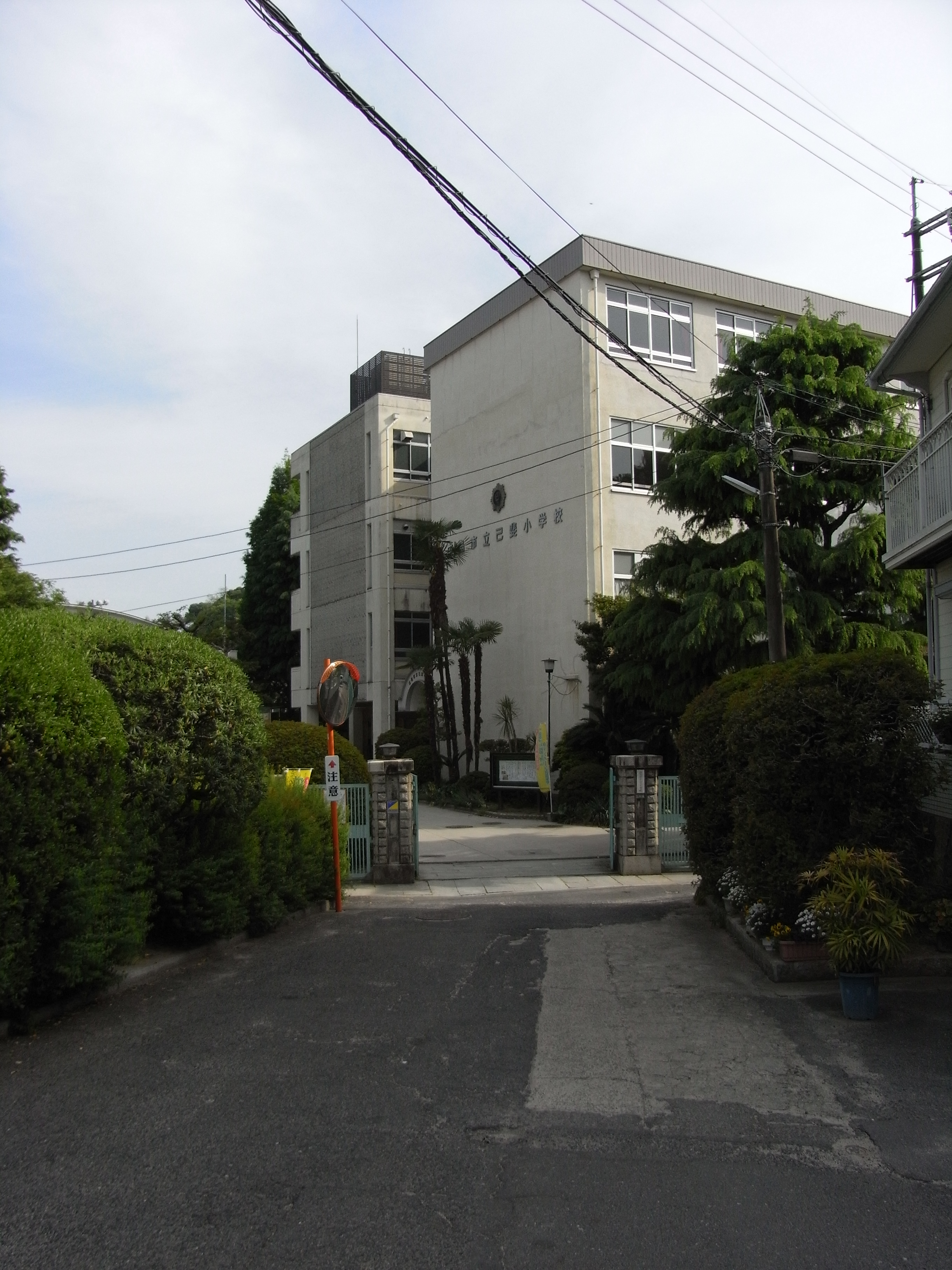
己斐小学校
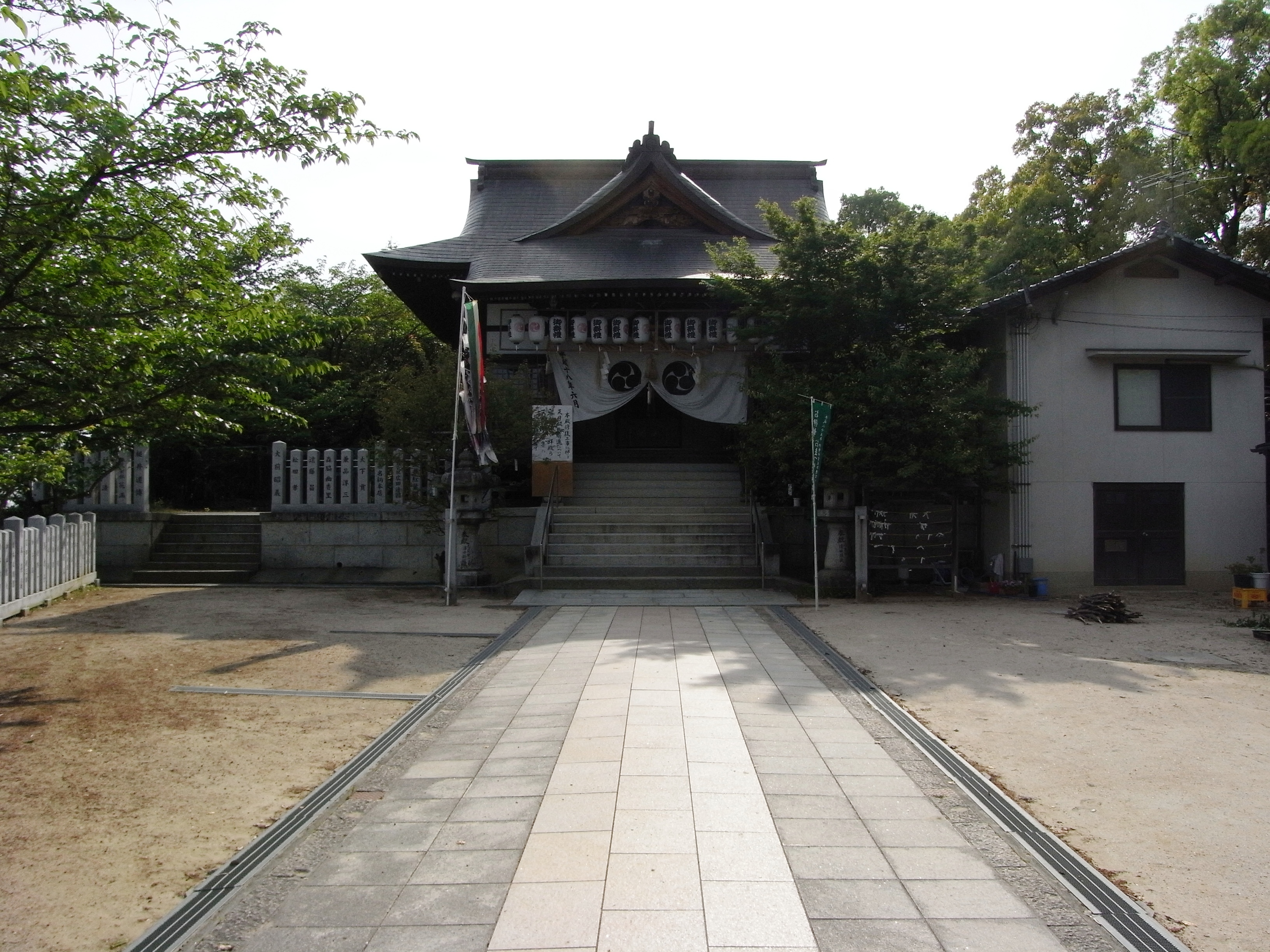
旭山神社

## テレビアニメ

### 『ズッコケ三人組 楠屋敷のグルグル様』
1995年11月11日に日本テレビ系列で放送された。公害健康被害補償予防協会が制作企画したアニメオリジナルストーリー。楠の精霊「グルグル様」にであったことにより、自動車の排気ガスによる大気汚染問題について考えることとなる。翌年、絵本も発売された。

#### 声の出演
- ハチベエ - 山口勝平
- ハカセ - 高山みなみ
- モーちゃん - 桜井敏治
- 安藤圭子 - 市原由美
- 荒井陽子 - 岡村明美
- 榎本由美子 - 長沢美樹
- 宅和源太郎 - 辻村真人
- 鷲尾耕一 - 井上和彦
- 鷲尾老人 - 加藤精三
- 優香 - 椎名へきる
- 研究員 - 坪井智浩
- 運転手 - 菅原淳一、鈴木勝美
- 通行人 - 加瀬康之
- おばあさん - 鈴木れい子
- 男 - 藤原啓治
- レポーター - 大神いずみ、松本志のぶ
- ナレーション - 中村正

#### スタッフ
- 原作
  - ズッコケ三人組（ポプラ社刊）
  - 作 - 那須正幹
  - 絵 - 前川かずお
- 製作 - 宮田智行（J.C.STAFF）
- 企画 - 大野実（読売広告社）
- 構成・脚本 - 高橋良輔、鈴木行
- 音楽 - 葦澤伸太郎
- 音楽制作 - 日本コロムビア、小暮一雄、長谷川展洋
- オープニングテーマ「ズッコケパラダイス」
  - 作詞 - 佐藤ありす
  - 作曲 - TAKE-BAH
  - 編曲 - TAKE-BAH
  - 歌 - 石田よう子（日本コロムビア）
- アニメーションキャラクターデザイン
  - 総作画監督 - 高橋信也
- OP・ENDアニメーション - 小島正士
- 美術監督 - 廣瀬義憲
- 広報 - 松村紀子
- 制作デスク - 島田亭子
- 音響監督 - 藤山房伸
- 撮影監督 - 大瀧勝之
- 企画協力 - ポプラ社
- 企画協力 - 公害健康被害補償予防協会
- プロデューサー - 中谷敏夫（日本テレビ）、海原勝（J.C.STAFF）
- 監督 - 鈴木行
- 絵コンテ - 鈴木行
- 作画監督 - 遠藤栄一、朝倉隆、五月女浩一郎
- エンディングテーマ「心の中のエバーグリーン」
  - 作詞 - 佐藤ありす
  - 作曲 - 葦澤伸太郎
  - 編曲 - 葦澤伸太郎
  - 歌 - 堀江美都子（日本コロムビア）
- 制作進行 - 宮田亮
- 制作担当 - 渡辺秀信
- 制作協力 - アートランド
- アシスタントプロデューサー - 位下博一（読売広告社）、横井孝（J.C.STAFF）
- 製作 - 読売広告社、J.C.STAFF
- 企画制作 - 日本テレビ

### アニメ『それいけ! ズッコケ三人組』
2004年4月4日から10月3日まで日曜 9:00 - 9:30にテレビ東京系列で全26話が放送された。日本アニメーション制作。アニメの1話＝原作の単行本一冊分という構成だった。内容は概ね原作に忠実だが、陽子・由美子・圭子の3人が原作より多く登場しているためメインキャラに昇格されている。

#### サブタイトル
| 話数 | 放送日        | サブタイトル                            | 脚本     | 絵コンテ       | 演出     | 作画監督   |
| ---- | ------------- | --------------------------------------- | -------- | -------------- | -------- | ---------- |
| 1    | 2004年 4月4日 | ズッコケ三人組 出動!!                   | 西園悟   | 腰繁男         | 腰繁男   | 高橋信也   |
| 2    | 4月11日       | ズッコケ花の児童会長                    | 山口亮太 | 小華和ためお   | 岡田宇啓 | 本木久年   |
| 3    | 4月18日       | ズッコケ心霊学入門                      | 西園悟   | 吉田浩         | 松本剛   | 小林勝利   |
| 4    | 4月25日       | ズッコケ夢のゴールデンクイズ            | 西園悟   | 楠葉宏三       | 楠葉宏三 | 武内啓     |
| 5    | 5月2日        | ズッコケ時間漂流記                      | 西園悟   | 楠葉宏三       | 腰繁男   | 高橋信也   |
| 6    | 5月9日        | ズッコケ推理教室                        | 西園悟   | 小華和ためお   | 岡田宇啓 | 柳瀬譲二   |
| 7    | 5月16日       | ズッコケ文化祭事件                      | 西園悟   | 楠葉宏三       | 楠葉宏三 | 武内啓     |
| 8    | 5月23日       | ズッコケ宇宙大作戦                      | 西園悟   | 吉田浩         | 松本剛   | 小林勝利   |
| 9    | 5月30日       | ズッコケ学校の怪談                      | 山口亮太 | 小華和ためお   | 岡田宇啓 | 本木久年   |
| 10   | 6月6日        | ズッコケ三人組対怪盗X                   | 西園悟   | 津田義三       | 楠葉宏三 | 才田俊次   |
| 11   | 6月13日       | ズッコケお菓子戦争                      | 山口亮太 | 津田義三       | 楠葉宏三 | 武内啓     |
| 12   | 6月20日       | ズッコケダイエット講座                  | 西園悟   | 楠葉宏三       | 楠葉宏三 | 武内啓     |
| 13   | 6月27日       | ズッコケ大追跡! 怪盗Xを追え!!           | 西園悟   | 津田義三       | 鈴木卓夫 | 華房泰堂   |
| 14   | 7月4日        | ズッコケ地底王国                        | 西園悟   | 吉田浩         | 鈴木孝義 | 小曽根孝夫 |
| 15   | 7月11日       | ズッコケ妖怪大図鑑                      | 西園悟   | 楠葉宏三       | 楠葉宏三 | 杉光登     |
| 16   | 7月18日       | ズッコケ三人組ハワイへ行く              | 西園悟   | 小華和ためお   | 岡田宇啓 | 本木久年   |
| 17   | 7月25日       | ズッコケ忍者軍団                        | 山口亮太 | 鈴木卓夫       | 鈴木卓夫 | 武内啓     |
| 18   | 8月1日        | ズッコケ財宝調査隊                      | 西園悟   | 前島健一       | 棚橋一徳 | 鈴木伸一   |
| 19   | 8月8日        | ズッコケ恐怖体験                        | 成田良美 | 小華和ためお   | 山崎友正 | 大河内忍   |
| 20   | 8月15日       | ズッコケ発明狂時代                      | 成田良美 | 楠葉宏三       | 楠葉宏三 | 武内啓     |
| 21   | 8月29日       | ズッコケ結婚相談所                      | 西園悟   | 鈴木孝義       | 鈴木孝義 | 小曽根孝夫 |
| 22   | 9月5日        | ズッコケ探検隊 あやうし!!               | 山口亮太 | 鈴木孝義       | 腰繁男   | 小曽根孝夫 |
| 23   | 9月12日       | ズッコケ バック・トゥ・ザ・フューチャー | 成田良美 | 奥田誠治       | 山崎友正 | 大河内忍   |
| 24   | 9月19日       | ズッコケ怪盗Xの大逆襲                   | 西園悟   | いわもとやすお | 棚橋一徳 | 鈴木伸一   |
| 25   | 9月26日       | ズッコケ未来報告                        | 西園悟   | 鈴木卓夫       | 鈴木卓夫 | 武内啓     |
| 26   | 10月3日       | ズッコケ芸能界情報                      | 西園悟   | 楠葉宏三       | 楠葉宏三 | 武内啓     |

#### 声の出演
- 八谷良平（ハチベエ） - 高乃麗
- 山中正太郎（ハカセ） - 松本さち
- 奥田三吉（モーちゃん） - 鶴岡聡
- 安藤圭子 - 横山智佐
- 荒井陽子 - 今野宏美
- 榎本由美子 - 神田朱未
- 新庄則夫 - 石塚堅
- 田代信彦 - 野島裕史
- 金田進 - 岩橋直哉
- 横谷慎太郎 - 笹田貴之
- 八谷勝平 - 中井和哉
- 八谷よね - 進藤尚美
- 山中美代子 - 横山智佐
- 山中道子 - 米倉あや
- 奥田タエ子 - 水田わさび
- 奥田時子 - 甲斐田ゆき
- 宅和源太郎 - 辻親八
- 長井先生 - 野島裕史
- 野本 - 野島裕史
- 権藤猛警部 - 大川透
- 怪盗X - 原田大二郎（友情出演）
- ナレーション - 柳家喬太郎

##### ゲスト出演
| 第2話 - 島かおり - 三橋加奈子 - 津久田茂 - 福山潤 - 皆本章 - 佐藤ミチル - 立川 - 高戸靖広 - 望月典子 - 松野朋子 - 山根雄二 - 矢部雅史 - 沢井明史 - 進藤尚美 第3話 - 恒川浩介 - 三橋加奈子 - 月形 - 小山剛志 - グリーン - 安達まり - 榊原 - 石川和之 第4話 - 宮下五郎 - 戸部公爾 - 吉野友二 - 高戸靖広 第5話 - 平賀源内 - 松山鷹志 - 若林先生 - 三橋加奈子 - 佐竹左門 - 永野善一 - 千次 - 高戸靖広 - キヨ - 進藤尚美 - シノ - 松野朋子 第6話 - 長岡保 - 高城元気 - 店長 - 藤本たかひろ - 斉藤康一 - 石塚堅 - 斉藤の母 - 甲斐田ゆき 第7話 - 新谷敬三 - 成田剣 - 徳大寺邦光 - 進藤尚美 - 三田村洋美 - 松野朋子 - 高橋ひとみ - 三橋加奈子 - 水島かおり - 水田わさび - 清水学 - 水田わさび - 福山素子 - 米倉あや 第8話 - 宇宙人 - 植田佳奈 第9話 - 水本ゆかり - 三橋加奈子 - 天本さん - 高塚正也 - 後藤淳子 - 天神有海 - 三枝君子 - 松野朋子 第10話 - 音羽警部 - 乃村健次 - 九条茜 - 谷井あすか - 九条徹 - 遊佐浩二 - 茜の母 - 甲斐田ゆき 第11話 - 月岡小鉄 - たてかべ和也 - 星野泰三 - 乃村健次 - 月岡健太郎 - 野島裕史 - 星野真紀 - 木村亜希子 第13話 - 久保田 - 永野善一 第14話 - クシナ姫 - 半場友恵 - 女王 - 谷育子 - ヒムカ - 小村哲生 | 第15話 - 清末老人 - 高塚正也 - 権九郎 - 乃村健次 第16話 - マイケル有村 - 田村勝彦 - ジャック有村 - 小形満 - キャシー有村 - 木村亜希子 - トーマス若林 - 野島裕史 - 栗本 - 宇垣秀成 - 山下 - 三橋加奈子 第17話 - 中村翼 - 三橋加奈子 - 中村大輔 - 松野朋子 - 森本 - 野島裕史 - 曽根 - 高戸靖広 - 田中祐二 - 石塚堅 - 塚田 - 大里雅史 - 高橋ケンジ - 近藤隆 - 松崎 - 青山桐子 第18話 - 杉野勝 - 小村哲生 - 玉本広平 - 乃村健次 - 熊谷 - 進藤尚美 第19話 - ハカセの祖父 - うすいたかやす - おたか - 甲斐田ゆき - 典子 - 堀江由衣 第21話 - 久村順次 - 宇垣秀成 - 久村夏子 - 安達まり - 成田昇 - 高塚正也 第22話 - 彦田源二 - 大川透 - ハチベエのおじさん - 野島裕史 第23話 - 駒沢民 - 菊池志穂 - 民ちゃんの父 - 永野善一 - 中島 - 野島裕史 - 三田 - 石塚堅 第24話 - 芦野社長 - 乃村健次 第25話 - 長嶋崇 - 浪川大輔 - ジョン・スパイダー - 浪川大輔 - 金田進（大人） - 石塚堅 - 皆本章（大人） - 原沢勝広 - 津川卓也 - 羽多野渉 - 長嶋の母（長嶋豊美） - 甲斐田ゆき - ジャクリーヌ - 高口幸子 - 八谷一平 - 高乃麗 - 八谷良介 - 高乃麗 第26話 - 結城五郎 - 宇垣秀成 - 久保山 - 三橋加奈子 - 日野あつ子 - 横山智佐 |

#### スタッフ
- 原作 - 那須正幹
- 原画 - 前川かずお
- 作画 - 高橋信也（ポプラ社刊）
- エグゼクティブプロデューサー - 坂井宏先、好木俊治、本橋浩一
- 企画 - ポプラ社、小原解子、峯岸卓生、加藤道夫
- 製作管理 - 遠藤重夫
- シリーズ構成 - 西園悟
- キャラクターデザイン - 高橋信也
- 美術監督 - 筒井典子
- 色彩設計 - 小山明子
- 撮影監督 - 間嶋秋信
- 編集 - 名取信一
- 音楽 - 高梨康治
- 音響監督 - 早瀬博雪
- 音響効果 - 蔭山満（フィズサウンドクリエイション）
- 録音調整 - 山本和利
- 録音助手 - 戸田恵美子
- 録音スタジオ - オムニバスジャパン三文坂スタジオ
- 録音制作デスク - 会田昌克
- 録音制作 - サンオンキョー
- 音楽プロデューサー - 前山寛邦
- 音楽制作/協力 - Columbia Music Entertainment、テレビ東京ミュージック
- プロデューサー - 山川典夫（テレビ東京）、横溝健一郎（博報堂DYメディアパートナーズ）、田中真津美（日本アニメーション）
- 監督 - 腰繁男
- 製作 - テレビ東京・博報堂DYメディアパートナーズ・日本アニメーション

#### 主題歌
- オープニングテーマ：「↑UP3」（作詞：スズトモ・河村隆一 作曲：河村隆一 編曲：田屋雅章 歌：ズッコケガールズ（高乃麗・横山智佐・スズトモ））
- エンディングテーマ：「ギュッとしたいな」（作詞・作曲：河村隆一 編曲：田屋雅章 歌：ズッコケガールズ（横山智佐・スズトモ・MIYU））

#### ネット局
本放送時点でのネット局
| 放送期間（または、放送体制） | 放送時間         | 放送局         | 対象地域       | 備考   |
| ---------------------------- | ---------------- | -------------- | -------------- | ------ |
| 2004年4月4日 - 10月3日       | 日曜 9:00 - 9:30 | テレビ東京     | 関東広域圏     | 製作局 |
|                              |                  | テレビ北海道   | 北海道         |        |
|                              |                  | テレビ愛知     | 愛知県         |        |
|                              |                  | テレビ大阪     | 大阪府         |        |
|                              |                  | テレビせとうち | 岡山県・香川県 |        |
|                              |                  | TVQ九州放送    | 福岡県         |        |
| 遅れネット                   | 月曜 7:30 - 8:00 | びわ湖放送     | 滋賀県         | 独立局 |

那須の出身地の広島県及び在住地の山口県では放送されなかった。
その他の放送局
CS専門チャンネルではキッズステーションでも放送された。
2012年5月11日よりサンテレビで放送（同局では、テレビ東京で放送された時のエンドカードに続き、同局オリジナルのエンドカードを表示している）。
2014年1月16日よりKBS京都で放送（「アニメでおはよっ!」枠）。

#### VHS・DVD
コロムビアミュージックエンタテインメントより発売。各4話収録（1巻のみ2話）。全7巻。

#### サウンドトラック
- 『それいけ! ズッコケ三人組 〜ズッコケ海底大陸の秘密〜』

2004年8月25日にコロムビアミュージックエンタテインメントより発売。楽曲の他、ドラマ「ズッコケ海底大陸の秘密」を収録。
ゲスト出演
- 知念耕作 - 辻親八
- ハチベエの叔父 - 野島裕史
- 藤本恵 - 三橋加奈子
- 藤本父（藤本剛） - 乃村健次
- 安城マリア - 高口幸子
- 海底人の子供 - 松野朋子

スタッフ
- 協力 - 田中真津美（日本アニメーション）、榊枝文一（日本アニメーション）、横山拓也（ポプラ社）
- 脚本 - 小山眞弓
- 音響政策 - サンオンキョー
- ディレクター - 早瀬浩雪
- A.D - 平井勝也
- 効果 - かげやまみつる
- 整音 - 山本和則
- 録音助手 - 戸田恵美子
- 録音スタジオ - オムニバスジャパン三文坂スタジオ

## テレビドラマ

### ハウスこども劇場（こども傑作シリーズ）
- 1982年5月18日「それ行け! ズッコケ三人組」
- 1982年8月3日「ズッコケ心霊学入門・探検お化け屋敷」
  - 脚本：中島信昭　監督：山際永三
  - ハチベエ - 橋満耕司　
  - 年下の転校生・浩介 - 塩見健治
  - 心霊研究家 - 仲谷昇
- 1982年11月2日「ズッコケマル秘大作戦」　
  - ハチベエ - 橋満耕司
  - ハカセ - 伊藤彰憲
  - 美少女マコ - 塩月徳子

### ドラマ『それいけ!ズッコケ三人組』
- 1985年4月12日 - 1986年4月4日、宝塚映像制作・阪急ドラマシリーズとして放映。関西テレビ・フジテレビ・テレビ山口で放映。全49回。
- 2000年5月-2001年にCSのファミリー劇場で再放送された。

「とびだせズッコケ事件記者」を土台に、花山第二小学校5年3組の学級新聞「月刊真実」の記者としての活躍を描いた作品。1話はほぼ原作に忠実。29話「ハチベエ タイムスリップする」では作者が特別出演し、製作現場も公開された。
阪急電車がスポンサーだった都合上設定が大幅に変わり、沿線である兵庫県宝塚市の県営住宅が舞台となった。本放送では、視聴者のクラスの学級新聞を募集し、番組の最後に紹介していた。途中で登場人物が増え、酒井一圭などが出演するようになった。

#### キャスト
- 八谷良平（ハチベエ） - 山田克二
- 山中正太郎（ハカセ） - 井上光二
- 奥田三吉（モーちゃん） - 田庭崇
- 八谷勝平 - 尾藤イサオ
- 八谷よね - 西川ひかる
- 荒井陽子 - 熊谷周子
- 安藤圭子 - 野口一美
- 榎本由美子 - 伊藤織美
- 辰巳記者 - 辰巳琢郎
- 奥田タエ子 - 成清加奈子
- 宅和源太郎 - 三角八朗

#### スタッフ
- 脚本：布勢博一、田代淳二、上條逸雄、大塚汎
- 監督：吉田憲二、松森健、大森一樹、高野昭二
- 助監督：平間厚
- プロデューサー：野村純一、三浦紘、村上健治
- 撮影：石田寿昭、久保久雄
- 美術：福田弘
- 音楽：奥村貢
- 主題歌：成清加奈子「Sick Romantic（シック・ロマンチック）」
- タイトル絵：前川かずお
- タイトル構成：旭プロダクション
- 現像：東洋現像所
- 制作：宝塚映像、関西テレビ

#### 放送局
| 放送期間                     | 放送時間           | 放送局     | 対象地域   | 備考   |
| ---------------------------- | ------------------ | ---------- | ---------- | ------ |
| 1985年4月12日 - 1986年4月4日 | 金曜 19:00 - 19:30 | 関西テレビ | 近畿広域圏 | 制作局 |
| 1985年 - 1986年              | 金曜 16:00 - 16:30 | フジテレビ | 関東広域圏 |        |
| 不明                         | 不明               | テレビ山口 | 山口県     |        |

作品の舞台が兵庫県に改変されていたためか、原作の舞台であるテレビ新広島（広島県）では放送されなかった。また、関西テレビ・フジテレビ・FNSの優先権失効後の系列外局での放送も行われなかった。

### ドラマ愛の詩『ズッコケ三人組』
- 1999年4月10日-6月26日までNHK教育テレビジョン・ドラマ愛の詩で放送。
- 2001年6月30日-9月29日に同枠で再放送。
- 2004年4月6日-6月15日に同枠で再々放送。
- 2009年の「ETV50 もう一度みたい教育テレビ ベスト50」で21位にランクインした。

「ドラマ愛の詩」時代の本放送時のドラマ本編終了後に「ズッコケクラブ」というミニコーナーがあり、ドラマで三人組を演じていた石坂・斎藤・内村が視聴者から届いたハガキに書かれた質問に答えたり、イラストなどを紹介していた。

#### サブタイトル
| 放送回 | 放送日  | サブタイトル                     | 脚本       | 演出     |
| ------ | ------- | -------------------------------- | ---------- | -------- |
| 1      | 4月10日 | ズッコケ時間漂流記（江戸行き）   | 戸田山雅司 | 田中賢二 |
| 2      | 4月17日 | ズッコケ時間漂流記（平成行き）   | 戸田山雅司 | 田中賢二 |
| 3      | 4月24日 | 花のズッコケ児童会長             | 戸田山雅司 | 田中賢二 |
| 4      | 5月1日  | ズッコケ(秘)大作戦               | 戸田山雅司 | 竹林淳   |
| 5      | 5月8日  | 大当たりズッコケ占い百科         | 戸田山雅司 | 竹林淳   |
| 6      | 5月15日 | ズッコケ三人組の推理教室         | 戸田山雅司 | 竹林淳   |
| 7      | 5月22日 | ズッコケ心理学入門               | 戸田山雅司 | 竹林淳   |
| 8      | 5月29日 | ズッコケ山岳救助隊               | 戸田山雅司 | 田中賢二 |
| 9      | 6月5日  | ズッコケ恐怖体験                 | 戸田山雅司 | 竹林淳   |
| 10     | 6月12日 | ズッコケ結婚相談所               | 戸田山雅司 | 田中賢二 |
| 11     | 6月19日 | ズッコケ山賊修行中・前編・大誘拐 | 戸田山雅司 | 竹林淳   |
| 12     | 6月26日 | ズッコケ山賊修行中・後編・大脱走 | 戸田山雅司 | 竹林淳   |

#### キャスト

##### レギュラー出演者
- ハチベエ - 石坂晴樹（元ジャニーズJr.）
- ハカセ - 斉藤慧
- モーちゃん - 内村智章[28]
- 安藤圭子 - 岡村英梨
- 荒井陽子 - 鳴海香理
- 榎本由美子 - 坂上真倫
- 新庄紀夫 - 石井崇
- 皆本章 - 太田和渡
- 秋山幸子 - 藤本順子
- 後藤淳子 - 住吉れいな
- 佐々木絵美 - 児玉真菜
- 市原弘子 - 松蔭晴香
- 八谷勝平 - あご勇
- 八谷よね - 川俣しのぶ
- 山中真之助 - 塩屋俊
- 山中美代子 - 古村比呂
- 山中道子 - 吉田有希
- 奥田時子 - 高瀬春奈
- 奥田タエ子 - 渡辺明乃
- 宅和源太郎 - 渡辺いっけい
- 堀口雅晴 - 林泰文
- 花井伝兵衛 - 鹿内孝

##### ゲスト出演者
| 第1回 - 古着屋 - 那須正幹 第1回・第2回 - 平賀源内 - 藤岡弘 - 若林雪子 - 黒谷友香 - シノ - 岩崎ひろみ - 佐竹左門 - 阿藤海 - 千次 - 阿南健治 - 黒装束の男 - 楠大典 第3回 - 津久田茂 - 高師健太 - 山根雄二 - 岡本士輝 第4回 - 北里真智子 - 戸田比呂子 - 北里竹子 - 山村美智子 - 真智子の父 - 斉藤弘勝 - 戸川 - 有薗芳記 第5回 - 桐生寿美子 - 大村彩子 - ラジオの声 - 杉村理加 第6回 - 田辺ヨシノ - 草村礼子 - 斉藤静子 - 絵沢萌子 - 斉藤康一 - 相島一之 第7回 - 恒川浩介 - 濱田岳 - 月形幽鬼斎 - 織田無道 - 浩介の祖父 - 草薙幸二郎 - 恒川律子 - 速水今日子 - 榊原 - 井田州彦 - ミス・グリーン - 富樫真 第8回 - 安藤秋人 - 三波豊和 - 湯原 - 花ヶ前浩一 - 湯原香代子 - 南恵美子 - 湯原恭子 - 須藤祐実 - 大村みゆき - 森本愛未 - 管理人 - 粟津號 | 第9回 - おたか - 朝加真由美 - 山中寅之助 - 奥村公延 - 山中智子 - 服部美也子 - 田村先生 - 東根作寿英 - 釜本実 - 照英 - 釜本典子 - 牛島ゆうき - 健 - 大竹雅樹 - 邦男 - 宮沢祐輔 - 尚人 - 岡野洋祐 - 和尚 - 斉藤暁 - 老婆 - 五月晴子 - 長者 - 戸沢佑介 - 村長 - 山崎満 第10回 - 久村順次 - なぎら健壱 - 久村夏子 - 五十嵐めぐみ - 久村ルミ - 安積玲奈 - ラジオの声 - 杉村理加、沢りつお 第11回・第12回 - セミマル - 久保晶 - シノブ - 浅川ちひろ - ナツメ - 近江麻衣子 - スギマル - 鈴木藤丸 - キキョウ - 宮崎あおい - オオミミ - 江見俊太郎 - クロヌシ - 大和田伸也 - オビ - 鈴木彩乃 - モッコク - 相能裕貴 - 長老 - 中島元 - 村人 - 大山豊、名川貞郎、泉福之助、黒田武士、他 第12回 - 土ぐも - 高橋かおり - 警官 - 阿南健治 - 警官の妻 - 山崎千恵子 |

#### スタッフ
- 脚本：戸田山雅司
- 演出：田中賢二、竹林淳
- 制作統括：小見山佳典
- 美術：清水謙輔
- 芸能指導：野村万之丞 (5世)
- 音楽：谷川賢作
- 主題歌：ジャニーズJr.「Go and Fast」
- 制作・著作：NHK

### ドラマ愛の詩「ズッコケ三人組2」
- 1999年10月16日-12月25日までNHK教育テレビジョンで放送。
- 前作『ズッコケ三人組』の続編。

#### サブタイトル
| 放送回 | 放送日   | サブタイトル                 | 脚本       | 演出     |
| ------ | -------- | ---------------------------- | ---------- | -------- |
| 1      | 10月16日 | ズッコケ探検隊・1            | 戸田山雅司 | 田中賢二 |
| 2      | 10月23日 | ズッコケ探検隊・2            | 戸田山雅司 | 田中賢二 |
| 3      | 10月30日 | ズッコケ文化祭事件           | 藤本匡介   | 田中賢二 |
| 4      | 11月6日  | ズッコケ株式会社             | 藤本匡介   | 中寺圭木 |
| 5      | 11月13日 | ズッコケダイエット講座       | 江頭美智留 | 中寺圭木 |
| 6      | 11月20日 | ズッコケ大運動会             | 藤本匡介   | 兼歳正英 |
| 7      | 11月27日 | ズッコケ三人組VS怪盗X        | 江頭美智留 | 兼歳正英 |
| 8      | 12月4日  | ズッコケ三人組と学校の怪談   | 藤本匡介   | 藤澤浩一 |
| 9      | 12月11日 | ズッコケTV本番中             | 福島三郎   | 藤澤浩一 |
| 10     | 12月18日 | ズッコケ夢のゴールデンクイズ | 江頭美智留 | 藤本匡介 |
| 11     | 12月25日 | ズッコケ三人組の未来報告     | 戸田山雅司 | 田中賢二 |

#### キャスト

##### レギュラー出演者
変更分のみ。
- 奥田タエ子 - 丹羽奈津子
- クラスメイト - 西洋亮

##### ゲスト出演者
| 第1回 - 八谷昇平 - あご勇 - 八谷みつ - 川俣しのぶ 第2回 - 彦田源二 - 井上昭文 - 池永民雄 - 松井範雄 - 漁師 - 森川正太 - 警官 - 楠大典、出雲崎良 第3回 - 鰆先生 - 藤井かほり（第6回・第8回にも出演） - 生徒の父親 - 市川勇 第5回 - 本田香織 - 林美穂 - 健二 - 松山幸次 第6回 - 宮下努 - 芝崎善紀 - 宮下学 - 木村良平 第7回 - 怪盗X - 松尾貴史 - 荒井直子 - 阿知波悟美 - 野本刑事 - モロ師岡 | 第8回 - 長岡泰三 - 藤木悠 第9回 - 池本弘美 - 酒川亜里沙 - 放送委員 - 二見史龍、入野自由 - 放火犯 - 田村智明 第10回 - プロデューサー - 三波豊和 - 司会者 - 轟二郎 - 磯村 - 大山恭平 第11回 - 未来のハチベエ - 阿部サダヲ - 未来のハカセ - 林泰文 - 未来のモーちゃん - 松村邦洋 - 未来の荒井陽子 - 原久美子 - 未来の安藤圭子 - 鍵本景子 - 未来の榎本由美子 - 斉藤りさ - 未来のモーちゃんの妻 - ウィンデラス・ローラ - 長島崇 - 木崎健志 |

#### スタッフ
- 脚本：戸田山雅司、藤本匡介、江頭美智留、福島三郎
- 演出：田中賢二、中寺圭木、兼歳正英、藤澤浩一
- 制作統括：阿部康彦
- 音楽：谷川賢作
- 主題歌：ジャニーズJr.「Go and Fast」
- 制作・著作：NHK

### ドラマ愛の詩『ズッコケ三人組VS双子探偵〜光の世界へ翔べ〜』
- 2001年1月1日にNHK教育テレビジョン・ドラマ愛の詩スペシャルとして放送。『双子探偵』とのクロスオーバー作品となっている。
- キャストは上と同じ。ほか『双子探偵』キャスト

- ゲスト出演者
  - 黒岩助教授 - 麻木久仁子
  - 吉田秀美 - 洪仁順
  - 野口真也黒 - 飯野綾真
  - リポーター - 河合薫、梶原阿貴
  - 骨董店店主 - 那須正幹

#### スタッフ
- 脚本：伴一彦
- 演出：笠浦友愛
- 制作統括：小松隆一、一井久司
- 美術：清水謙輔
- 音響効果:山田正幸
- 舞踊指導：猿若清三郎
- 和太鼓指導：布村三江子
- 共同制作：NHKエンタープライズ21（現NHKエンタープライズ）
- 制作・著作：NHK

### ドラマ愛の詩「ズッコケ三人組3」
- 2001年4月7日-6月23日までNHK教育テレビジョン・ドラマ愛の詩で放送。
- 2002年6月29日-9月28日に同枠で再放送。
- 主役の三人組を始め子役を一新し、リニューアルスタート。大人の俳優陣は続投。
- タイトルに“3”とついているが、前作までのシリーズとのストーリーのつながりは一切無い。
- 前作までの三人組（石坂晴樹、斉藤慧、内村智章）が、アイドルグループ「マークス」として、1、2話にゲスト出演した。

#### サブタイトル
| 放送回 | 放送日  | サブタイトル                                           | 脚本       | 演出     |
| ------ | ------- | ------------------------------------------------------ | ---------- | -------- |
| 1      | 4月7日  | ズッコケ三人組のバック・トゥ・ザ・フューチャー（前編） | 戸田山雅司 | 田中賢二 |
| 2      | 4月14日 | ズッコケ三人組のバック・トゥ・ザ・フューチャー（後編） | 戸田山雅司 | 田中賢二 |
| 3      | 4月21日 | とびだせズッコケ事件記者                               | 戸田山雅司 | 藤沢浩一 |
| 4      | 4月28日 | ズッコケ愛の動物記                                     | 藤本匡介   | 藤沢浩一 |
| 5      | 5月5日  | ズッコケ三人組の神様体験                               | 藤本匡介   | 藤沢浩一 |
| 6      | 5月12日 | ズッコケ探偵事務所                                     | 藤本匡介   | 落合将   |
| 7      | 5月19日 | ズッコケ三人組の発明狂時代                             | 藤本匡介   | 落合将   |
| 8      | 5月26日 | ズッコケ宇宙大旅行（遭遇編）                           | 戸田山雅司 | 藤沢浩一 |
| 9      | 6月2日  | ズッコケ宇宙大旅行（死闘編）                           | 戸田山雅司 | 藤沢浩一 |
| 10     | 6月9日  | ズッコケ三人組ハワイに行く                             | 三鬼一希   | 藤本匡介 |
| 11     | 6月16日 | ズッコケ財宝調査隊（前編）                             | 藤本匡介   | 田中賢二 |
| 12     | 6月23日 | ズッコケ財宝調査隊（後編）                             | 藤本匡介   | 田中賢二 |

#### キャスト

##### レギュラー出演者
- ハチベエ - 小林宏至
- ハカセ - 安藤奏
- モーちゃん - 中山雄二
- 安藤圭子 - 村田悠希
- 荒井陽子 - 吉田有希
- 榎本由美子 - 北原ひとみ
- 新庄則夫 - 安村直樹
- 長島崇 - 酒井長輝
- 田代信彦 - 上田大樹
- 八谷勝平 - あご勇
- 八谷よね - 川俣しのぶ
- 山中真之助 - 塩屋俊
- 山中美代子 - 古村比呂
- 山中道子 - 尾高杏奈
- 奥田時子 - 高瀬春奈
- 奥田タエ子 - 高木まいこ
- 宅和源太郎 - 渡辺いっけい
- 音羽警部補 - 原田大二郎

##### ゲスト出演者
| 第1回・第2回 - 倉重満子 - 石末葵 - 6歳のハチベエ - 岡田慶太 - 7歳の小林多美江 - 大田みなみ - 駒沢行雄 - 岸端正浩 - マークス - 石坂晴樹、斉藤慧、内村智章 - 強盗 - 千葉清次郎、浜田訓、加賀谷圭 - 警官 - 楠大典、出雲崎良 第2回 - 山中寅之助 - 多々良純 - 小林多美江 - 糸井理絵 第3回 - ミステリー婆さん - 千石規子 - めぐみ - 稲田奈緒 - 田中刑事 - 村杉蝉之介 - 喫茶店店員 - 高垣麗子 - 印刷会社社長 - ト字たかお 第4回 - 自治会長 - 那須正幹 - 現場監督 - 大島宇三郎 - 豪邸の主婦 - 古坂るみ子 - 主婦 - 小柳友貴美 - 不明 - 谷津勲、花原照子 第5回 - 鰆先生 - 藤井かほり - 寺島 - 今福将雄 - 熊谷 - 伊藤幸純 - 医師 - 花ヶ前浩一 | 第6回 - 武藤 - 佐藤誓 - 静代 - 遊井亮子 - 高木 - 長江英和 - 少年 - 西洋亮 第7回 - 平田 - 中島陽典 - ブリザード片山 - アレクサンダー大塚 - 三沢マイ - かおり - 司会者 - 三十右十三 第8回・第9回 - 少女 - 斉藤瑠奈 第10回 - マイケル有村 - 細川俊之 - キャッシー有村 - 岩崎杏奈 - 八谷良吉 - 安田暁 - 有村茂三郎 - 竹内義人 - 有村房 - 星野ゆき - アリ・レザ - ユセフ・ロットフイ 第11回 - 和尚 - 斉藤暁 第11回・第12回 - 大部 - 堀田眞三 - おばあさん - 正司歌江 - 草川 - モト冬樹 - 手島 - 河野洋一郎 - 長野 - 高山隆志 - 中本 - 飯田基祐 第12回 - 草川の妻 - 山崎千恵子 |

#### スタッフ
- 脚本：戸田山雅司、藤本匡介
- 演出：田中賢二、藤沢浩一
- 音楽：谷川賢作
- 主題歌：美勇士「US〜明日何してる?〜」
- 劇中歌・マークス（初代3人組）「放課GOチャンス」
- 制作・著作：NHK

### ドラマ愛の詩『新・ズッコケ三人組』
- 2002年4月6日-6月22日までNHK教育テレビジョン・ドラマ愛の詩で放送。
- 全出演陣を一新。舞台も関西に変更。完全に独立した世界観で描かれている。

#### サブタイトル
| 放送回 | 放送日  | サブタイトル                | 脚本       | 演出     |
| ------ | ------- | --------------------------- | ---------- | -------- |
| 1      | 4月6日  | それいけズッコケ三人組      | 戸田山雅司 | 宮崎純   |
| 2      | 4月13日 | ぼくらズッコケ探偵団        | 戸田山雅司 | 宮崎純   |
| 3      | 4月20日 | ズッコケ家出大旅行・前編    | 藤本匡介   | 中寺圭木 |
| 4      | 4月27日 | ズッコケ家出大旅行・後編    | 藤本匡介   | 中寺圭木 |
| 5      | 5月4日  | ズッコケ怪盗Xの大挑戦       | 岩村匡子   | 小島史敬 |
| 6      | 5月11日 | 参上!ズッコケ忍者軍団・前編 | 藤本匡介   | 宮崎純   |
| 7      | 5月18日 | 参上!ズッコケ忍者軍団・後編 | 藤本匡介   | 宮崎純   |
| 8      | 5月25日 | ズッコケ妖怪大図鑑          | 藤本匡介   | 中寺圭木 |
| 9      | 6月1日  | ズッコケ海底大陸の謎・前編  | 戸田山雅司 | 小島史敬 |
| 10     | 6月8日  | ズッコケ海底大陸の謎・後編  | 戸田山雅司 | 小島史敬 |
| 11     | 6月15日 | ズッコケ三人組と死神人形    | 岩村匡子   | 中寺圭木 |
| 12     | 6月22日 | ズッコケ芸能界情報          | 藤本匡介   | 宮崎純   |

#### キャスト

##### レギュラー出演者
- ハチベエ - 米田良
- ハカセ - 井前隆一朗
- モーちゃん - 佐野貴博
- 安藤圭子 - 北城佳音
- 荒井陽子 - 岡本奈月
- 榎本由美子 - 戸田恵梨香
- 新庄則夫 - 青木優典
- 長島崇 - 柴田光
- 田代信彦 - 白井拓巳
- 八谷勝平 - 内場勝則
- 八谷よね - 春やすこ
- 山中真之助 - 白川和彦
- 山中美代子 - 押谷かおり
- 山中道子 - 中尾洋子
- 奥田時子 - 今くるよ
- 奥田タエ子 - 嶋田光希
- リョウ（エンジェル3） - 小峰玲奈
- コユキ（エンジェル3） - 丸山知紗
- チアキ（エンジェル3） - 堀江麻衣
- 宅和源太郎 - 清水圭
- 音羽刑事 - 藤岡弘

##### ゲスト出演者
| 第1回 - 泥棒 - 大橋壮多、桂雀々 第2回 - 紺野久美 - 熊萌恵 - 紺野伸江 - 酒井雅代 - 水野 - 及川直紀 - 高橋 - 沖田さとし - 谷口 - ホープユタカ - 有坂警部 - 須永克彦 - 野球部監督 - 亀山忍 第3回・第4回 - 津田経子 - 山下結穂 - 中学生 - 福西星斗、寺井健人、安田貴亮 第4回 - 経子の父 - 福寿淳 - 邦枝正太郎 - 久保酎吉 - 佐陀川 - 関秀人 第5回 - 怪盗X - 橋本さとし - 老人 - Mr.オクレ - 芦野社長 - 横山たかし 第6回・第7回 - 森ツヨシ - 熊淵卓 - 森新吉 - 徐永植 - 玩具屋店主 - 柏木高志 第8回 - ウメ - 正司歌江 - 和尚 - 徳田興人 - 老人 - 溝田繁 | 第9回 - 藤吉健 - 原健太 第9回・第10回 - 藤吉恵 - 蒼井優 - 八谷勝義 - 内場勝則 - 八谷俊子 - 春やすこ - 執事 - 鳥肌実 - 知念耕作 - 鈴木清順 - 海底人（声） - 川下太陽 第10回 - 藤吉剛 - 蟷螂襲 - 安場マリヤ - 桃生亜希子 - 知念耕作（子供時代） - 田中一匡 第11回 - 古川 - 大石継太 - 古川礼奈 - 森本愛未 - 辰巳茂敏 - 川原和久 - 辰巳登志子 - 未來貴子 - 栗林 - 増田由紀夫 第12回 - 結城ゴロウ - 京本政樹 - 七見 - 車戸敦 - キョウジュ - 窪田翔太 - ムーちゃん - 宍戸祐樹 - 映画原作者 - 那須正幹 |

#### スタッフ
- 脚本：戸田山雅司、藤本匡介、岩村匡子
- 演出：宮崎純、中寺圭木、小島史敬
- 制作統括：金井勉
- 美術：太田礼二
- 音楽：谷川賢作
- 主題歌：美勇士「US〜明日何してる?〜」
- 制作・著作：NHK大阪放送局

## 映画

### 『花のズッコケ児童会長』
1991年7月20日公開。配給は共同映画。

#### キャスト
- 八谷良平（ハチベエ） - 小橋賢児
- 山中正太郎（ハカセ） - 大友大輔
- 奥田三吉（モーちゃん） - 畠山直己
- 荒井陽子 - 青木秋美
- 皆本章 - 古原鉄平
- 津久田茂 - 山根隆明
- 榎本由美子 - 竹山ゆい子
- 水島かおり - 加納真弓
- 山根雄二 - 九島義隆
- 新庄則夫 - 藤森俊次
- 田代信彦 - 小松宙貴
- がんこ者の紳士 - 藤木悠
- 山中道子 - 須藤実咲
- 八谷よね - 海老名美どり
- 宅和源太郎 - 寺尾聰

#### スタッフ
- 監督：中島俊彦
- 脚本：一倉悦子
- 音楽：丸谷晴彦
- 編集：福田千賀子
- 製作者：島田開、野原嘉一郎
- 製作：大映

### 『ズッコケ三人組 怪盗X物語』
1998年7月4日、『ズッコケ三人組対怪盗X』等の三人組と怪盗Xとの対決物を元にした映画が公開された。配給は東映。同時上映は『新生トイレの花子さん』。

#### キャスト
- 八谷良平（ハチベエ） - 森翔吾
- 山中正太郎（ハカセ） - 金井勇太
- 奥田三吉（モーちゃん） - 島田正直
- 八谷勝平 - 平田満
- 八谷よね - 原日出子
- 山中真之介 - 川野太郎
- 山中美代子 - 水沢アキ
- 山中道子 - 蛭子谷典子
- 奥田時子 - 清水由貴子
- 奥田タエ子 - 高橋康子
- 宅和源太郎 - 河原さぶ
- 荒井陽子 - 並木絵里子
- 安藤圭子 - 石橋友子
- 岩崎和恵 - 大河内奈々子
- 田山権蔵 - 室田日出男
- 田山権太 - 小嶋裕
- 音羽警部補 - 原田大二郎
- 親然和尚 - 梅宮辰夫
- 極真館館長 - 倉田保昭
- 謎の老人/怪盗X（岩崎読天） - 藤竜也
- 係長 - 田山涼成
- 教師 - ラッキィ池田、市川勇
- 泥棒 - モト冬樹、田中裕二
- 花屋 - 大沢樹生
- パン屋 - ウガンダ・トラ
- 骨董屋 - 中島誠之助
- 焼き鳥屋 - 石井愃一
- アナウンサー - 西山喜久恵
- 刑事 - 香川照之、那須正幹
- その他 - 佐渡稔

#### スタッフ
- 監督：鹿島勤
- 脚本：北野ひろし
- 撮影：栢野直樹
- 編集：阿部浩英
- 音楽：寺嶋民哉
- 主題歌：おおたか静流「夏のページ」
- 製作者：岡田裕介、村上光一
- プロデューサー：角谷優、増田久雄
- 製作：フジテレビジョン、東映、プルミエ・インターナショナル

## OVA

### 『ズッコケ時空冒険』
1988年制作。内容は『ズッコケ時間漂流記』と『とびだせズッコケ事件記者』を元にしたもの。本に添付されていたハガキで注文することができたもので、市販されていない(2000年代のOADと同様)。一時期コープこうべなどが上映していた。
なお、同じハガキで主題歌などを収めたカセットテープも注文が可能だった。また、上記の映画『花のズッコケ児童会長』のビデオも注文することができた。

#### ストーリー
ズッコケ三人組は壁新聞に載せる若林雪子先生の謎を取材しているうちに、江戸時代にタイムスリップしてしまう。そこで3人は平賀源内に出会う。江戸時代を舞台に三人組の珍道中が始まる。

#### 声の出演
- ハチベエ（八谷良平） - 坂本千夏
- モーちゃん（奥田三吉） - 桜井敏治
- ハカセ（山中正太郎） - 小粥よう子
- 若林雪子先生 - 川村万梨阿
- 平賀源内 - 池田勝
- 荒井陽子 - 室井深雪
- 八谷勝平 - 尾田量生
- 奥田時子 - 有馬瑞香
- 佐竹左門 - 稲垣悟
- 長井先生 - 中原茂

#### スタッフ
- 原作：那須正幹・作／前川かずお・絵（『こども文学館・ズッコケ三人組シリーズ』ポプラ社刊）
- キャラクターデザイン：前川かずお
- 監督：うえだひでひと
- 脚本：小山高生、立川元教
- 作画監督：西城隆詞
- 音楽：山本正之、武市昌久
- 音響監督：酒東健児
- 音楽プロデューサー：鬼塚維都子
- アニメーション・プロデューサー：田中三千哉
- プロデューサー：佐伯和雄、鳥海俊材、高山雅治
- アニメーション制作：タマプロダクション
- 企画・制作：スポットライト企画
- 製作協力：ポプラ社、海文社出版販売
- 製作：日本コロムビア株式会社

### 『ズッコケ三人組の図書館で調べよう』
2003年制作。ポプラディアから発売された学習用のビデオ。内容は図書館学習についてで、CGアニメで描かれているのが特徴である。

#### ストーリー
クラスで世界遺産について学んでいるうちに、班ごとがテーマを決めて調べることになった。ズッコケ三人組が選んだテーマは白神山地。山地の何を調べるかに迷った三人は、ハカセの提案で図書館の資料を使って分担して調べることになる。

#### 声の出演
- ハチベエ - 鈴木智子
- モーちゃん - 菅原淳一
- ハカセ - 真柴摩利
- 宅和先生 - 菅原淳一
- 佐藤先生（図書教諭） - 常世晶子

#### スタッフ
- 原作：那須正幹・作／前川かずお・原画／高橋信也・作画（『こども文学館・ズッコケ三人組シリーズ』ポプラ社刊）
- 脚本・監修：紺野順子
- 製作協力：株式会社ビジュアルサイエンス研究所
- 製作・著作：ポプラ社

### 安全教育アニメ
2014年制作。『ズッコケ三人組の火あそび防止大作戦』『ズッコケ三人組のこうつうあんぜん いつも あんぜんかくにんの巻』の2本。

#### スタッフ
2本とも共通。
- 原作：那須正幹、前川かずお、高橋信也、ポプラ社（『ズッコケ三人組』シリーズ）
- 企画・制作：高木裕己、藤井正和
- 脚本・監督：高木裕己
- 製作・著作：映学社、リバティアニメーションスタジオ

## 漫画
『名探偵ズッコケ三人組』のタイトルで新山たかしが『月刊プレコミックブンブン』2004年1月号〜2007年6月号まで連載された。単行本は全5巻。原作より一学年下の設定だが、基本的に登場するキャラクター等は原作に忠実に描かれている。推理漫画であり、準レギュラーとして漫画オリジナルキャラクターであるミドリ西署の刑事、望月美佳が登場する。

## ドラマCD
『ズッコケ三人組の未来報告　オリジナル・アルバム』
- 原作・監修：那須正幹（ズッコケ三人組の未来報告／ポプラ社）
- 脚本：飛鳥めい

### 収録内容
| トラック | トラック名                             | 時間 | 備考                                 |
| -------- | -------------------------------------- | ---- | ------------------------------------ |
| 1        | やったね!トライアングルパワー          |      | 歌：奥田ゆかり、菊地裕子、西條久美子 |
| 2        | タイムトリップ!?20年後のズッコケ三人組 |      | ドラマ                               |
| 3        | ぼくらの地球ワンダーランド             |      | 歌：奥田ゆかり、菊地裕子、西條久美子 |
| 4        | スーパースターは謎がいっぱい?          |      | ドラマ                               |
| 5        | 信じることは待つこと                   |      | 歌：りゅうてつし                     |
| 6        | 未来へのプロローグ                     |      | ドラマ                               |
| 7        | 1・2・3・GO・バッチ・グー              |      | 歌：奥田ゆかり、菊地裕子、西條久美子 |
| 8        | 那須先生からのメッセージ               |      |                                      |

### 声の出演
- ハチベエ - 奥田ゆかり
- ハカセ - 菊地裕子
- モーちゃん - 西條久美子
- ケイコ - 矢治美由紀
- 長嶋崇 - 田巻麻子
- 宅和先生 - 那須正幹（特別出演）

20年後
- ハチベエ - 鈴木浩之
- ハカセ - 中田博之
- モーちゃん - 松本義一
- 工藤和代 - 奥田ゆかり
- 荒井陽子 - 西條久美子
- ジョン・スパイダー - 中田博之

## ファンクラブ
ズッコケファンクラブというクラブ名で、『ズッコケ ロックンロール』（作詞:阿久悠、作曲:宇崎竜童、編曲:松井忠重）という歌もある。
「ズッコケ結婚相談所」発売と同時に公式ファンクラブが開設された（紹介ページ）。入会には、単行本巻末に掲載されているカルトクイズ「ズッコケ常識テスト」に応募し、80点以上を獲得することが必要。会員になると、ファンクラブ会員証とファンクラブ手帳、そして会報誌『ズッコケタイムス』を受け取ることができる。
常識テストは1作品につき1問全作品から出題されており、新作刊行の度に問題も増えていくなど非常に難易度の高いものとなっているが、ファンクラブ会員数は4万人以上いた。

## 備考
- クラス担任の宅和源太郎は原作では50代後半となっているのに対して、テレビドラマ・映画で演じたのはいずれも若い人ばかりである（当時の年齢：渡辺いっけい37-39歳、清水圭41歳、寺尾聰44歳、河原さぶ50代前半の53歳）。
- 「ズッコケTV本番中」ではテレビ山口のアナウンサーの横溝洋一郎と渕上恵子と広島・山口両県で活躍しているタレントの大谷泰彦と林竹洋子の名前が登場人物に付けられている箇所がある。これは当時作者がテレビ山口の土曜日朝の情報番組『おしゃべり土曜日』にコメンテーターとして出演していた事にちなむもので、ここで名前の出ている4人はいずれもこの同番組の出演者だったという共通点がある。
- 2009年にコンビニエンスストア『ポプラ』とのタイアップで、ズッコケ三人組とのコラボ商品がポプラ限定で販売された。ポプラは広島で創業したコンビニであり、ズッコケ三人組の出版元がポプラ社、ズッコケ中年三人組でハチベエが営んでいるコンビニの名前が「ポプラ」と、色々と共通する点が多い。

## キャンペーン
- 『ズッコケ三人組』誕生30周年記念 ズッコケ×ゆず 夢のコラボフェア!（2007年 - 2008年）
  - 公式サポーターソング：「ぼくの漫画の主人公」 - ゆず
- 「ズッコケ中年三人組age44」発売記念 2009→2010 スペシャルキャンペーン（2009年 - 2010年）

## 関連商品
- ズッコケ三人組 もみじまんじゅう （にしき堂）
- 櫟 ズッコケ三種組 （櫟）
  - ピースバームラスク（モーちゃん）
  - どんぐりパイ（ハチベエ）
  - さくさくワッフル（ハカセ）
- ズッコケ三人組 醤油とんこつラーメン （日清食品）
- ズッコケ三人組 サイダー （日本サンガリア）
- くつろぎ選菓 ズッコケ三人組 ポテトチップス （ポプラ）

## 関連書籍
- 『ズッコケ三人組の大研究 : 那須正幹研究読本』石井直人, 宮川健郎 編 ポプラ社 1990年 (評論・児童文学の作家たち ; 1)、ISBN 978-4-591-03586-3[30][31]
- 『ズッコケ三人組の大研究II : 那須正幹研究読本』石井直人, 宮川健郎 編 ポプラ社 2000年 (評論・児童文学の作家たち ; 2)、ISBN 978-4-591-06257-9[32][33]
- 『ズッコケ三人組の大研究ファイナル : 那須正幹研究読本』石井直人, 宮川健郎 編 ポプラ社 2005年 (評論・児童文学の作家たち ; 3)、ISBN 978-4-591-08694-0[34][35]